# Supernatural (serie de televisión)
Supernatural (Sobrenatural en España) es una serie de televisión estadounidense creada por Eric Kripke. Comenzó a ser emitida el 13 de septiembre de 2005 por The WB y posteriormente en The CW hasta el 19 de noviembre de 2020 tras 327 episodios transmitidos. Supernatural sigue a los hermanos Sam (Jared Padalecki) y Dean Winchester (Jensen Ackles), quienes viajan a través de los Estados Unidos en un Impala '67 cazando todo tipo de seres y criaturas sobrenaturales, como fantasmas, licántropos, brujas, vampiros, demonios, también encontrando más criaturas en su viaje. Originalmente, fue pensada para tener cinco temporadas, pero con la creciente popularidad del programa durante las temporadas cuatro y cinco, el canal la renovó para una sexta entrega, pese a que Eric Kripke abandonó el proyecto. Consecuentemente, Supernatural tuvo varios show runners a través de los años, como Sera Gamble (temporadas 6 y 7), Jeremy Carver (temporadas 8-11), Andrew Dabb y Robert Singer (temporadas 12-15).
La serie fue bien recibida por la crítica, con una aprobación del 92% en Rotten Tomatoes y varios expertos alabando el desarrollo de la historia y los personajes. Además, al haberse extendido por quince temporadas, Supernatural es la serie de fantasía más longeva en la historia de la televisión estadounidense y una de las más longevas de toda la televisión. A lo largo de su emisión, fue reconocida con distintos premios, como dieciocho Constellation Awards, cuatro Leo Awards, nueve People's Choice Awards y dos Teen Choice Awards, así como tres nominaciones a los premios Emmy. Con ello, es considerada una serie de culto de la que se han celebrado varias convenciones a lo largo del mundo por su extenso grupo de seguidores. Asimismo, es una de las series con mayor redifusión y su historia ha dado lugar a varios cómics y series derivadas.

## Argumento

### Primera temporada
La primera temporada de Supernatural constó de 22 episodios y estrenó el 13 de septiembre de 2005 en The WB, para luego culminar el 4 de mayo de 2006. Sus primeros 16 episodios fueron transmitidos los martes a las 9:00 p. m. y los restantes los jueves a la misma hora.
La trama se remonta 22 años antes, cuando una noche, Mary Winchester es asesinada y quemada en su propia casa, hecho que provoca que su esposo John Winchester se embarque en un interminable viaje en busca de respuestas. A 22 años del incidente, Sam Winchester vive junto a su novia Jessica en Stanford, California, hasta que un día, su hermano mayor Dean Winchester, lo visita y le explica que su padre está en un «viaje de caza» y hace días que no se sabe nada de él. Ambos van en busca de su padre, y en el camino se encuentran diversos casos de muertes inexplicables, así que eventualmente se detienen en algunos pueblos para salvar personas y combatir wendigos, fantasmas y otras criaturas. Con el tiempo, Sam empieza a desarrollar habilidades psíquicas y comienza a tener visiones extrañas. Finalmente, ambos encuentran a su padre, quien les explica que lo que mató a su madre fue un demonio llamado Azazel (apodado «Demonio de los ojos amarillos»), que solo puede ser matado por una pistola llamada «la Colt», la cual fue fabricada por Samuel Colt específicamente para matar cualquier criatura sobrenatural. Los tres se las arreglan para conseguir dicha arma y se enfrentan a Azazel, pero este posee el cuerpo de John, y si Sam llega a dispararle, mataría a ambos, por lo que finalmente se rehúsa a hacerlo y finalmente Azazel escapa. Tras la anécdota, los tres sufren un terrible accidente donde son atropellados por un camión en medio de la nada.

### Segunda temporada
La segunda temporada de Supernatural constó de 22 episodios y estrenó el 28 de septiembre de 2006 en The CW, para luego culminar el 17 de mayo de 2007. Todos sus episodios se emitieron los jueves a las 9:00 p. m.
Después de lo ocurrido en el final de la primera temporada, John, Sam y Dean son llevados de emergencia a un hospital, con John y Sam teniendo heridas menores. Sin embargo, Dean se encuentra en estado de coma y tiene un encuentro cercano con la muerte, así que John realiza un trato con Azazel en el que este intercambia la vida de ambos. Por tanto, Dean es devuelto a la vida, solo para descubrir que su padre murió para salvarlo. Por ello, Sam y Dean se embarcan de nuevo en la búsqueda de Azazel, y en el camino tienen que pedir ayuda a otros cazadores como Bobby, Elle, Jo y Ash. Eventualmente, Azazel reaparece y reúne en un pueblo abandonado a Sam y a otros jóvenes con poderes similares. Azazel explica que el motivo de esto era que todos se mataran entre sí para determinar quién era el más fuerte y que el ganador se convierta en el nuevo líder de su ejército de demonios. Dean y Bobby se proponen ir a rescatar a Sam, pero este es asesinado cuando ambos llegan. Devastado por la muerte de su hermano, Dean realiza un trato con un demonio para que lo traiga de vuelta, pero en lugar de dejarle 10 años de vida como es común, el demonio le da un año de vida. Tras la resurrección de Sam, todos van en busca de Azazel, quien acaba de abrir las puertas del infierno, provocando que una gran cantidad de demonios escape. Entre las almas que escaparon está John, quien ayuda a detener a Azazel y finalmente Dean consigue matarlo.

### Tercera temporada
La tercera temporada de Supernatural constó de 16 episodios y estrenó el 4 de octubre de 2007 por The CW, para luego culminar el 15 de mayo de 2008. Todos sus episodios se emitieron los jueves a las 9:00 p. m. Originalmente, la temporada iba a tener 22 episodios al igual que las dos anteriores, pero la producción se vio detenida por la huelga de guionistas en Hollywood de 2007-2008, y solo se habían escrito 12 episodios para entonces, lo que llevó a que la serie sufriera un paro de un mes. Cuando la huelga concluyó, solo había tiempo suficiente para realizar 4 episodios más.
Tras los acontecimientos de la segunda temporada, Sam y Dean recorren los Estados Unidos cazando a todos los demonios que se liberaron durante la batalla con Azazel, y al mismo tiempo, buscan alguna manera de evitar la inminente muerte de Dean. En el camino, conocen a Ruby, una demonio que se interesa por Sam y decide ayudarlo a encontrar una salvación para Dean. Asimismo, conocen a Bela Talbot, una mercenaria que los ayuda en ocasiones vendiéndoles objetos poderosos y dándoles ubicaciones de ciertas personas. Gracias a ella, ambos descubren que el demonio que tiene el contrato de Dean se llama Lilith, y es en realidad, el primer demonio jamás creado. Con ayuda de Ruby, ambos encuentran a Lilith y se disponen a matarla, pero los poderes de Sam aún no son lo bastante fuertes como para hacerle frente, y finalmente el contrato de Dean caduca y este es arrastrado al infierno.

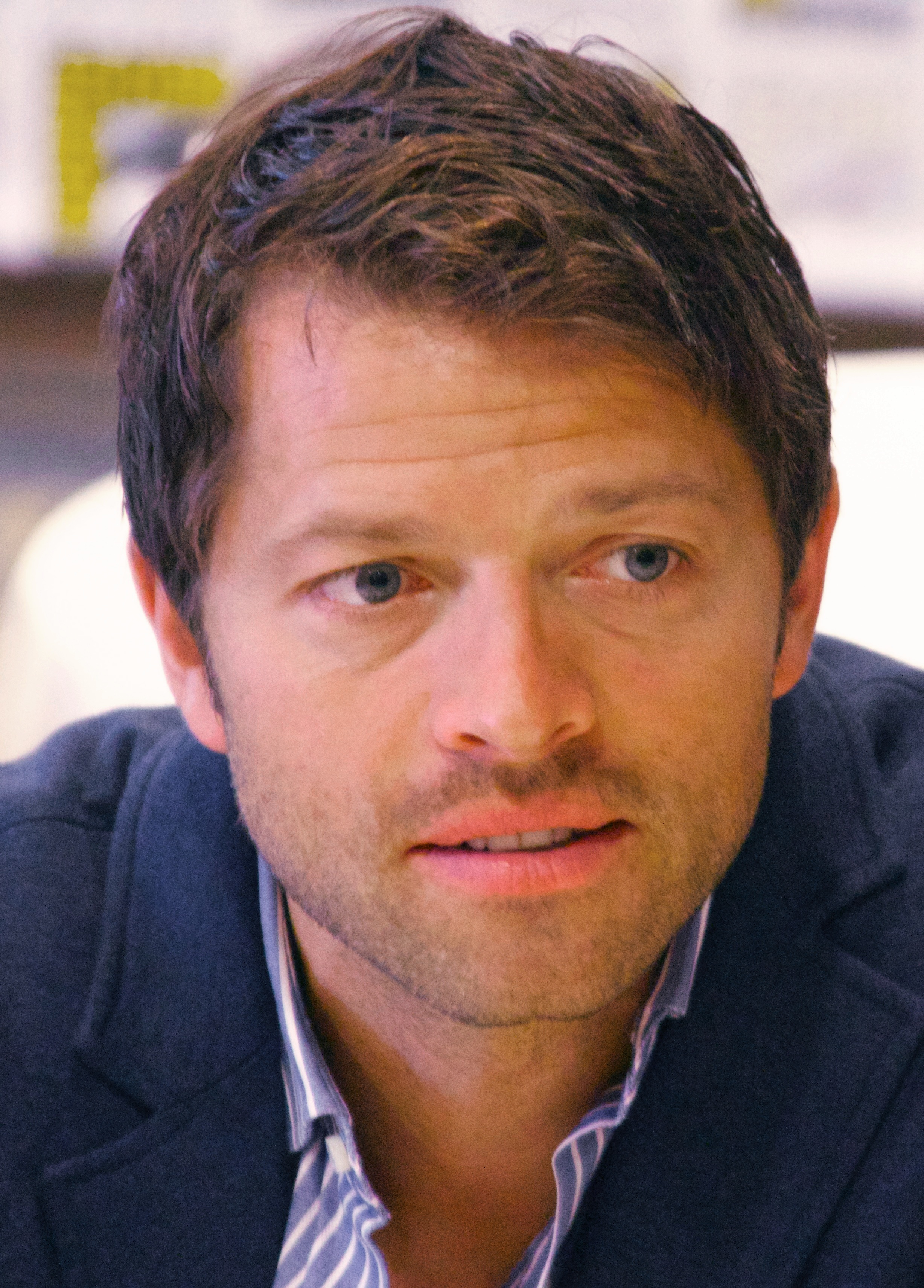
La cuarta temporada vio el debut de Misha Collins como Castiel.

### Cuarta temporada
La cuarta temporada de Supernatural constó de 22 episodios y estrenó el 18 de septiembre de 2008 en The CW, para luego culminar el 14 de mayo de 2009. Todos sus episodios se emitieron los jueves a las 9:00 p. m.
Luego de lo acontecido en la tercera temporada, Dean es traído de vuelta a la vida por un ángel llamado Castiel, quien se alía con él y Sam para detener a Lilith de romper los «66 sellos», una serie de pruebas que liberarían a Lucifer de su jaula en el infierno. Finalmente, ambos contactan a Ruby para que les dé pistas sobre la locación de Lilith. Sin embargo, la relación entre Sam y Dean comienza a complicarse por la falta de confianza entre ambos, dado que Sam se obsesiona con beber sangre de demonio para fortalecer sus poderes, hecho que además provoca que se vuelva menos humano. En un intento por salvarlo, Dean contacta a los ángeles, pero estos lo retienen argumentando que en realidad, ellos quieren que el Apocalipsis ocurra, ya que así el paraíso será «reconstruido». Con ayuda de Castiel, Dean consigue escapar e intenta advertirle a Sam que Lilith es el último sello, y si la mata, Lucifer será libre. No obstante, Ruby detiene a Dean y una vez que Sam asesina a Lilith, revela sus verdaderas intenciones. Sam y Dean consiguen asesinarla, pero el ascenso de Lucifer es inminente. 

### Quinta temporada
La quinta temporada de Supernatural constó de 22 episodios y estrenó el 10 de septiembre de 2009 en The CW, para luego culminar el 13 de mayo de 2010. Todos sus episodios se emitieron los jueves a las 9:00 p. m. Originalmente, esta sería la última temporada, pues el creador de la serie, Eric Kripke, había afirmado que esta constaría solo de cinco temporadas. Sin embargo, The CW la renovó para otra entrega, aunque Kripke abandonó el proyecto.
Con Lucifer libre, da inicio el Apocalipsis y el único capaz de detenerlo además de Dios, es el Arcángel Miguel, quien, al igual que Lucifer, no puede utilizar todo su poder puesto que no hay recipiente humano lo bastante poderoso que lo soporte. Eventualmente se revela que el recipiente ideal de Lucifer es Sam, mientras que el de Miguel es Dean. Sin embargo, al ser Lucifer y Miguel seres celestiales, deben pedir permiso para ocupar sus cuerpos, pero tanto Sam como Dean se niegan. A lo largo de la trama, ambos intentan matar a Lucifer por otros medios, pero fracasan y pierden algunos aliados como Jo y Ellen en el intento. Además, Zachariah y el Arcángel Gabriel les dan caza para forzarlos a aceptar su destino. Con ayuda de Crowley, Sam y Dean matan a tres de los cuatro Jinetes del Apocalipsis, cuyos anillos son la llave para abrir la prisión de Lucifer. Cansados de tratar de convencer a Dean, los ángeles recurren a Adam, medio hermano de Sam y Dean, que al ser descendiente de John Winchester, también es apto para ser el recipiente de Miguel, y este acepta tras hacer un trato. Así, Sam y Dean llegan a un acuerdo; Sam aceptará ser el recipiente de Lucifer para que por fin ambos lo envíen de vuelta al infierno, con la condición de que Dean no intente traerlo de vuelta. Finalmente, Lucifer (en el cuerpo de Sam) y Miguel (en el cuerpo de Adam) se encuentran y tiene lugar la batalla final. No obstante, Sam recupera control de su cuerpo y con la prisión de Lucifer abierta, se lanza sin más junto a Adam, dejándolos a ambos atrapados y acabando con el Apocalipsis. Sin oportunidad de traer de vuelta a su hermano, Dean deja de cazar y empieza a vivir una vida normal, pero, misteriosamente, Sam aparece con vida fuera de la prisión de Lucifer.

### Sexta temporada
La sexta temporada de Supernatural constó de 22 episodios y estrenó el 24 de septiembre de 2010 en The CW, para luego culminar el 20 de mayo de 2011. Todos sus episodios se emitieron los viernes a las 9:00 p. m. Con Eric Kripke habiendo abandonado el proyecto, Sera Gamble ocupó su lugar como show runner.
Un año después de lo ocurrido en el final de la quinta temporada, Dean vive una vida normal, hasta que un día Sam recurre a él, y Dean se ve forzado a abandonar a su familia dado que le será imposible protegerlos mientras está cazando con Sam, sus primos y su resucitado abuelo, Samuel. Mientras tanto, Castiel se encuentra en el Paraíso librando una batalla con el Arcángel Rafael, quien quiere iniciar de nuevo el Apocalipsis. Posteriormente, Dean comienza a notar que Sam ya no es el mismo, y ambos descubren que fue Crowley quien lo revivió, pero se quedó con su alma en el proceso. Por ello, Dean contacta a diversos seres para devolver a Sam a la normalidad, hasta que la Muerte lo ayuda y bloquea los recuerdos de Sam del infierno. Por otra parte, Castiel y Crowley comienzan a trabajar juntos para abrir las puertas del Purgatorio y robar las almas que allí habitan. Finalmente ambos lo consiguen, pero Castiel traiciona a Crowley y se queda con todas las almas, las cuales le otorgan un poder inmenso, con el que consigue derrotar a Rafael y se proclama como el «nuevo Dios».

### Séptima temporada
La séptima temporada de Supernatural constó de 23 episodios y estrenó el 23 de septiembre de 2011 en The CW, para luego culminar el 18 de mayo de 2012. Todos los episodios se emitieron los viernes a las 9:00 p. m. Fue la primera temporada en tener 23 episodios y la última en contar con Sera Gamble como show runner.
Después de proclamarse el «nuevo Dios» en el final de la sexta temporada, Castiel comienza a debilitarse por efecto de las almas malignas que absorbió, incluyendo los Leviatanes, criaturas sumamente poderosas creadas por Dios que fueron encerradas en el Purgatorio por ser demasiado peligrosas. Dean convence a Castiel de devolver las almas al Purgatorio, y con ayuda de Sam y Bobby, lo logran a medias, pero los Leviatanes toman control del cuerpo de Castiel y se esparcen por los Estados Unidos. Uno de los liberados, Dick Roman, comienza un plan para convertir a los Leviatanes en la especie dominante del planeta a través de la venta de un alimento que matará a todo humano que suponga una amenaza para ellos. Con ayuda de Kevin, un profeta, Sam y Dean consiguen crear un arma que transportará a los Leviatanes de vuelta al Purgatorio. En el proceso, consiguen enviar a algunos, además de matar a Dick Roman, pero Dean y Castiel son enviados al Purgatorio también.

### Octava temporada
La octava temporada de Supernatural constó de 23 episodios y estrenó el 3 de octubre de 2012 en The CW, para luego culminar el 15 de mayo de 2013. Todos los episodios se emitieron los miércoles a las 9:00 p. m. Fue la primera temporada en contar con Jeremy Carver como show runner tras la partida de Sera Gamble.
Un año después de haber quedado atrapado en el Purgatorio junto con Castiel, Dean finalmente consigue escapar, pero no acompañado de Castiel, sino de un vampiro llamado Benny. Posteriormente, Dean se reencuentra con Sam, y ambos descubren eventualmente que existen unas tablas que revelan la manera de cerrar definitivamente las puertas del infierno, siendo ayudados por Metatron, un escriba de Dios. Al saber esto, Crowley también comienza a buscar las tablas y a dar caza a Kevin, quien es el único capaz de leerlas. Por otra parte, Castiel es rescatado del Purgatorio por los ángeles y se le asigna resguardar la tabla de los ángeles. Mientras avanza la trama, Sam y Dean se enfocan en completar las tres pruebas que son necesarias para cerrar las puertas del infierno; matar a un cerbero y bañarse en su sangre, rescatar un alma inocente del infierno y enviarla al paraíso y curar a un demonio. Sam consigue completar las tres pruebas, pero para poder cerrar las puertas, tendrá que morir, y Dean evita que lo haga. En otro plano, Metatron traiciona a Castiel y le roba su gracia, convirtiéndolo en humano, y con ello realiza un hechizo que destruye el paraíso y provoca que todos los ángeles caigan del cielo.

### Novena temporada
La novena temporada de Supernatural constó de 23 episodios y estrenó el 8 de octubre de 2013 en The CW, para luego culminar el 20 de mayo de 2014. Todos los episodios se emitieron los martes a las 9:00 p. m.
Tras haber completado las tres pruebas, Sam está al borde de la muerte, así que Dean hace un acuerdo con un ángel llamado Ezekiel para que posea su cuerpo y lo sane desde el interior sin que este lo sepa. Mientras tanto, Sam, Dean y Kevin intentan buscar la manera de regresar a los ángeles al cielo, pero Ezekiel, quien resulta ser Gadreel, el ángel que falló en su misión de proteger Edén de Lucifer, se alía con Metatron y mata a Kevin. Tras el suceso, Dean pide ayuda a Crowley para sacar a Ezekiel del cuerpo de Sam, a cambio de ayudarlo luego a matar a Abaddon, una poderosa demonio que quiere ocupar su lugar como rey del infierno. Por ello, ambos van en busca de Caín, el primogénito de Adán y Eva, quien tiene un arma lo bastante poderosa para matar a Abaddon, pero para que esta funcione, el portador debe llevar la Marca de Caín, un sello de Dios que provoca la necesidad de matar. A pesar de esto, Dean acepta las consecuencias y consigue matar a Abaddon, pero la marca comienza a tener gran influencia sobre él. Posteriormente, Gadreel se da cuenta del engaño de Metatron y se alía con Castiel para derrotarlo. Ambos se infiltran en el nuevo paraíso de Metatron y consiguen destruir la tabla que le otorga sus poderes, pero esto no evita que Metatron asesine a Dean. Tras destruir la tabla, Gadreel y Castiel quedan atrapados en el paraíso, pero Gadreel se sacrifica para que Castiel pueda culminar la misión. Finalmente, Castiel engaña a Metatron y lo encierra en la cárcel del paraíso. Sam le pide a Crowley que reviva a Dean, pero este en su lugar, se lleva su cuerpo y coloca de nuevo el arma de Caín en sus manos, y Dean revive como un demonio.

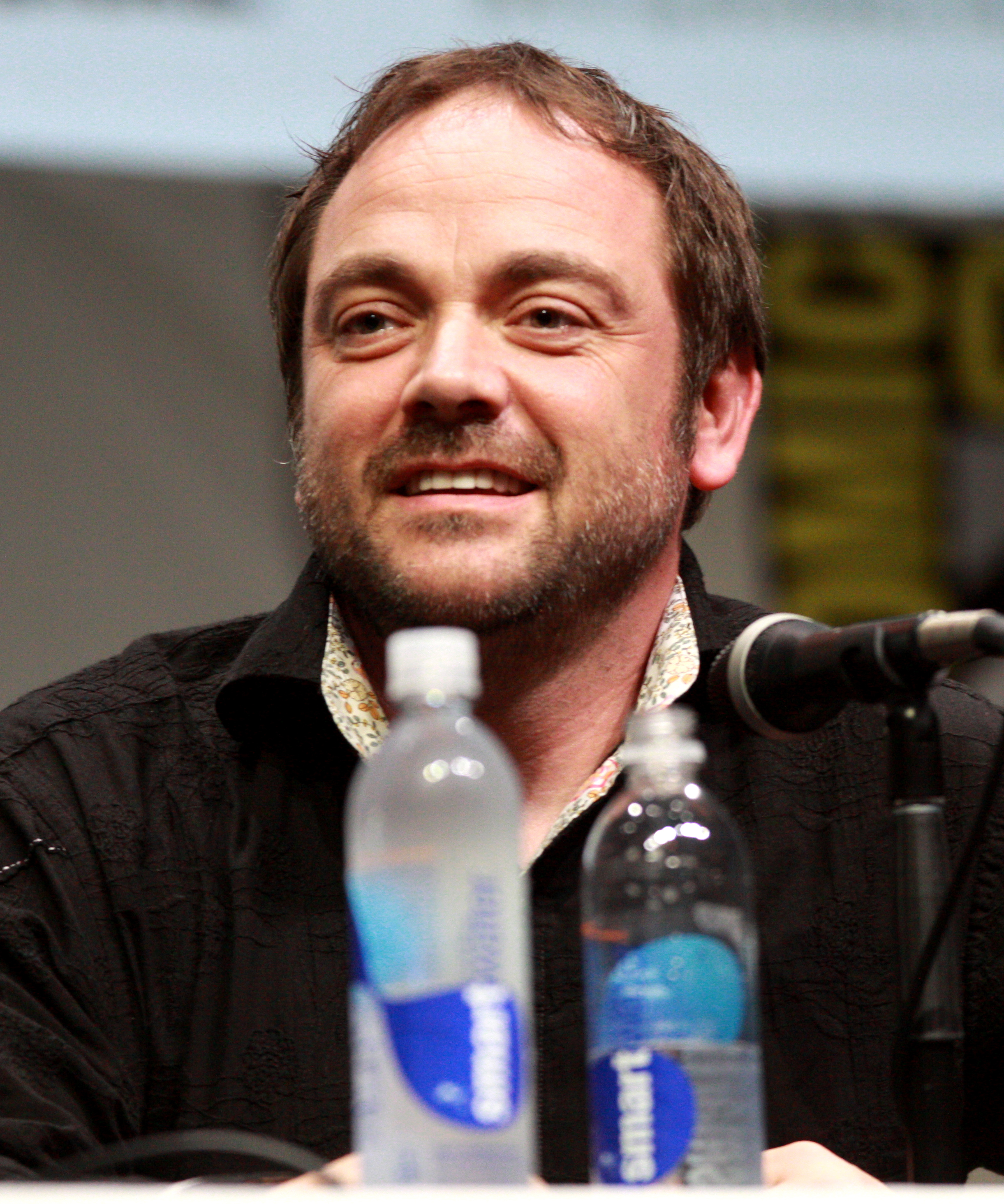
En la décima temporada, Mark Sheppard fue ascendido a principal tras cinco años apareciendo de forma recurrente como Crowley.

### Décima temporada
La décima temporada de Supernatural constó de 23 episodios y estrenó el 7 de octubre de 2014 en The CW, para luego culminar el 20 de mayo de 2015. Los 14 primeros episodios fueron emitidos los martes a las 9:00 p. m., y el resto los miércoles a la misma hora.
Ahora como un demonio, Dean tiene una buena relación con Crowley, y ambos viajan por los Estados Unidos causando estragos en algunos bares. Sam, que desconoce el estado de Dean, se dispone a buscarlo y finalmente lo encuentra, solo para descubrir que es un demonio. Dispuesto a ayudar a su hermano, Sam intenta sanar a Dean de la misma forma que ambos lo hicieron con Crowley cuando completaban las pruebas, pero esto funciona a medias. Eventualmente, Sam y Dean cazan algunas criaturas mientras buscan una manera de quitarle la Marca de Caín. Ambos descubren que existe un libro con un hechizo supuestamente capaz de remover la marca, llamado el Libro de los Malditos, que pertenece a la Familia Styne, y estos están empeñados en recuperarlo, pero finalmente fracasan. Con ayuda de Rowena, una bruja, que además es madre de Crowley, realizan el hechizo que quitará la marca, y este es exitoso, pero al borrar la marca, liberan a la oscuridad, la hermana de Dios.

### Undécima temporada
La undécima temporada de Supernatural constó de 23 episodios y estrenó el 7 de octubre de 2015 en The CW, para luego culminar el 25 de mayo de 2016. Todos los episodios se emitieron los miércoles a las 9:00 p. m. Esta fue la última temporada en tener a Jeremy Carver como show runner.
Después de haber liberado a la oscuridad, también llamada Amara, esta posee el cuerpo de una bebé y es adoptada por Crowley, quien la empieza a criar. Posteriormente, Amara toma su forma adulta y comienza a crear caos por todo el mundo para hacer que Dios aparezca y así conseguir su venganza. Sam, Dean, Castiel, Crowley y Rowena viajan al infierno para pedir ayuda a Lucifer, quien es el único capaz de matar a Amara, pero para hacerlo, tiene que salir de su prisión y poseer el cuerpo de Sam, pero este se niega, y por el contrario, toma a Castiel. Finalmente, van en busca de las «Manos de Dios», objetos creados por Dios con poderes especiales que podrían ayudarlos a derrotar a Amara. Después de todo el desastre, Chuck, un supuesto profeta que se creía muerto, reaparece y revela su verdadera identidad, dejando ver que él es Dios. Con ello, Sam, Dean, Crowley, Rowena, Lucifer (en el cuerpo de Castiel) y Dios unen sus fuerzas para vencer a Amara, pero fracasan y Dios queda gravemente herido. Por ello, se rompe el equilibrio del mundo y el sol comienza a morir. Para poder salvar al planeta, deben morir Amara y Dios por igual, así que Sam, Dean, Crowley y Rowena crean una bomba con almas que podrá acabar con ambos. Dios envía a Dean con Amara para que utilice la bomba, pero antes, este logra convencerla de que la venganza no es la solución, así que Amara perdona a su hermano y lo sana. Tras el reencuentro, Amara y Dios se van juntos, y Amara, en agradecimiento a Dean, revive a su madre. En otro plano, una mujer secuestra a Sam.

### Duodécima temporada
La duodécima temporada de Supernatural constó de 23 episodios y estrenó el 13 de octubre de 2016 en The CW, para luego culminar el 18 de mayo de 2017. Sus primeros 8 episodios fueron emitidos los jueves a las 9:00 p. m., y el resto el mismo día a las 8:00 p. m., siendo la primera temporada de la serie en ser transmitida a la primera hora del horario estelar. Fue también la primera temporada en tener a Andrew Dabb y Robert Singer como show runners.
Dean se reencuentra con Mary, pero esta no lo reconoce pues sus recuerdos de él son de cuando aún era un niño. Mientras tanto, Sam es interrogado por la mujer que lo secuestró, Lady Toni Bevell, quien resulta ser parte de los Hombres de Letras del Reino Unido. Con la ayuda de Castiel, Dean y Mary encuentran a Sam y lo rescatan. Tras el fracaso de Toni, otros Hombres de Letras, Mick y Ketch, intentan convencer a Sam y a Dean de confiar en ellos al ayudarlos en numerosas ocasiones. En otro plano, Crowley descubre que Lucifer escapó de su jaula y le empieza a dar caza. Sam, Dean, Crowley y Castiel se juntan para buscarlo, y eventualmente Lucifer se apodera del cuerpo del Presidente de los Estados Unidos. Con ayuda de un artefacto de los Hombres de Letras, Sam y Dean detienen a Lucifer, pero son enviados a una prisión de alta seguridad por intentar asesinar al presidente. Asimismo, Crowley encierra a Lucifer para usarlo como esclavo. Tras meses como reclusos, Sam y Dean consiguen escapar y ahora se enfocan en buscar a Kelly, la asistente del presidente que ahora está embarazada de Lucifer, quien además intenta escapar de Crowley para buscar a su hijo. Por otra parte, Mary comienza a trabajar con los Hombres de Letras a espaldas de Sam y Dean. Finalmente, estos revelan sus verdaderas intenciones y comienzan a asesinar a los cazadores estadounidenses, pero son detenidos por Sam, Dean y otros aliados. Con los Hombres de Letras erradicados, Sam, Dean y Castiel se enfocan en detener a Lucifer, quien escapó de la prisión de Crowley y ahora busca a su hijo. Finalmente, Crowley y Castiel se sacrifican para evitar que Lucifer consiga su objetivo, mientras Kelly da a luz a su hijo, que es encontrado por Sam y Dean.

### Decimotercera temporada

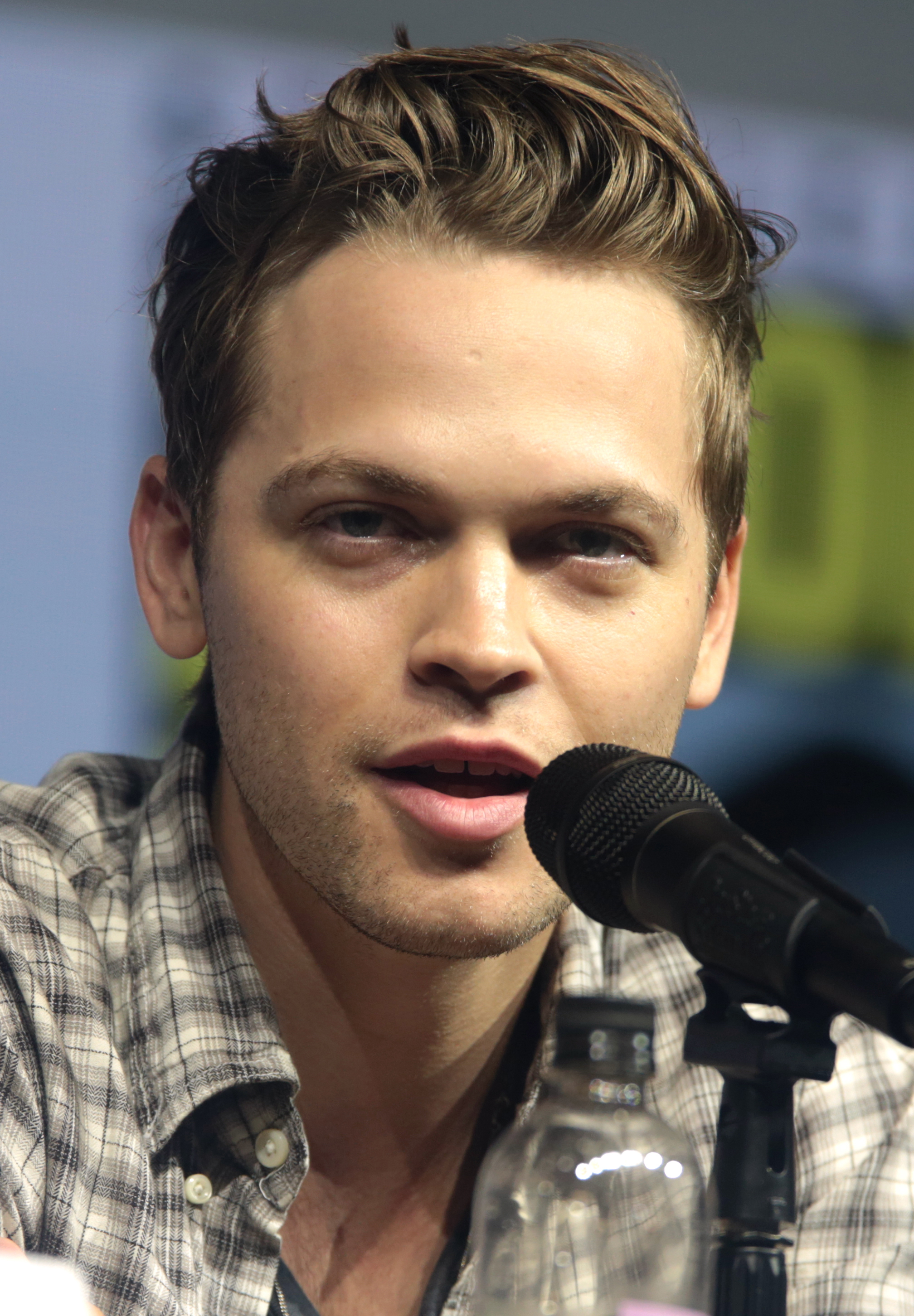
Alexander Calvert se unió al elenco en la decimotercera temporada.

La decimotercera temporada de Supernatural constó de 23 episodios y estrenó el 12 de octubre de 2017 en The CW, para luego culminar el 17 de mayo de 2018. Todos sus episodios fueron transmitidos los jueves a las 8:00 p. m.
El hijo de Lucifer, Jack, parece inseguro de sí mismo y del mundo, y va en buscar de su padre luego de que Dean intentara matarlo. Inconscientemente, Jack revive a Castiel y así Sam convence a Dean de que lo críen para evitar que se convierta en un ser malvado. En otra dimensión, Lucifer tiene retenida a Mary y la mantiene con vida para intercambiarla por su hijo una vez que se encuentre con los Winchester. Sin embargo, se encuentra con Miguel, quien en esta dimensión mató a su Lucifer. En otro plano, Ketch se encuentra trabajando con Asmodeos para convertirlo en el rey del infierno, así que ambos secuestran a Castiel y a un debilitado Lucifer que por suerte logró escapar de la otra dimensión. Tras varios intentos, Sam y Dean consiguen enviar a Jack a la otra dimensión para que rescate a Mary, mientras que Lucifer, luego de escapar de Ketch y Asmodeos, intenta tomar control del cielo. Viendo la guerra que se vive en la otra dimensión, Sam y Dean rescatan a varios cazadores al traerlos hasta su dimensión, pero Lucifer y el Miguel de la otra dimensión van tras ellos. Lucifer consigue hacerse con el poder de Jack y planea conquistar tanto el cielo como el infierno, pero Dean hace un trato con Miguel para que lo posea y así consiguen matar a Lucifer, pero Miguel no abandona el cuerpo de Dean y comienza su propia conquista.

### Decimocuarta temporada
La decimocuarta temporada de Supernatural constó de 20 episodios y estrenó el 11 de octubre de 2018 en The CW, para luego culminar el 25 de abril de 2019. Todos sus episodios fueron transmitidos los jueves a las 8:00 p. m.
En las semanas desde su posesión de Dean, Miguel ha comenzado a visitar a varias personas para conocer sus deseos. Una de estas personas es el ángel Anael que ha regresado a la vida en la Tierra después de la partida de Lucifer del Cielo. Anael más tarde llama a Sam para advertirle de la alianza de Miguel con los vampiros. Sam es el líder de una nueva red de cazadores y se ejecuta harapiento en busca de Dean. Sam se entera por el antiguo contenedor de Lucifer, Nick, que sobrevivió a la muerte de Lucifer, que Miguel planea hacerse con el control del cielo y el infierno. En un intento de encontrar a Dean, Castiel se encuentra con el demonio Kip, que lo embosca con la esperanza de hacer un trato con Sam para convertirse en el nuevo rey del infierno. Después de una pelea masiva, Sam mata a Kip y deja claro a los demás demonios que no habrá más Reyes del Infierno. Los demonios entonces huyen con miedo. Jack muere repentinamente a causa de la pérdida de sus poderes y su alma queda deambulando. En un intento por traerlo de vuelta, Castiel intercambia su alma por la de Jack, pero se le deja ir con la condición de que tendrá que volver cuando encuentre la verdadera felicidad. Luego de perder posesión del cuerpo de Dean, Miguel masacra a varios cazadores de la otra dimensión. En otro plano, Nick, quien fue el recipiente de Lucifer por muchos años y está muy mal psicológicamente, intenta conseguir justicia para su familia al tratar de revivir a Lucifer usando los poderes de Jack, pero este se rehúsa y lo mata, y posteriormente mata también a Mary de forma accidental, haciendo que pierda su alma. Con Jack fuera de control, Sam y Dean contactan a Dios para curarlo, pero Dios les dice que la única solución es matándolo, a lo que los Winchester se rehúsan. Molesto por la arrogancia de ambos, Dios mata a Jack y decide acabar con el universo.

### Decimoquinta temporada
La decimoquinta temporada de Supernatural constó de 20 episodios y estrenó el 10 de octubre de 2019 en The CW, y culminó el 19 de noviembre de 2020. Sus primeros 11 episodios fueron transmitidos los jueves a las 8:00 p. m., y solo los episodios 12 y 13 se emitieron los lunes a la misma hora. Tras ello, la serie sufrió un parón indefinido por la detención de la producción a causa de la pandemia de COVID-19, y The CW afirmó que no emitirían más episodios hasta que se retomara la producción. Hacia mediados de 2020, la serie volvió a su producción y el último episodio fue grabado el 10 de septiembre de 2020. Los últimos siete episodios comenzaron a ser emitidos el 8 de octubre de 2020 los jueves a las 8:00 p. m. para concluir la serie definitivamente el 19 de noviembre del mismo año.
Luego de que Dios se propusiera a acabar con todo el universo, Sam, Dean y Castiel deciden que Dios debe morir, pero no encuentran la manera. Poco a poco presencian cómo todas las dimensiones van desapareciendo, y con ello, los cazadores que habían rescatado. Billie, quien es ahora aliada del vacío en secreto, revive a Jack para que los ayude en su misión. Billie inicia un plan en el que Jack será sobrecargado con energía cósmica para convertirlo en una especie de bomba para acabar con Dios, pero esto lo matará en el intento. Mientras preparan el plan, se dan cuenta de que si matan a Dios, habrá un desbalance que también acabaría con el mundo, por lo que tendrán que matar a Amara al mismo tiempo. Dean logra convencer a Amara de ayudarlos mintiéndole, y antes de que puedan ejecutar el plan, Dios convence a Amara de unirse a su bando y así logra burlar los esfuerzos de los Winchester. Billie envía a Jack al vacío para que sobreviva la detonación, lo cual causa una ira en el vacío. Poco después se revela que la verdadera intención de Billie es ocupar el lugar de Dios, así que Dean y Castiel terminan su alianza, pero Billie está empeñada en asesinarlos. Castiel, en un intento por salvar a Dean, encuentra su verdadera felicidad al revelarle su amor, por lo que el vacío reclama el acuerdo que habían hecho antes y se lo lleva, arrastrando a Billie en el acto y salvando a Dean. Sin embargo, ahora Sam, Dean y Jack se encuentran solos en el mundo luego de que Dios acabara con todas las dimensiones. Desesperados, los Winchester y Jack consiguen aliarse con Miguel e intentan hacer frente a Dios, pero Miguel los traiciona y Dios, tras matar a Miguel, los golpea hasta casi matarlos, pero antes de poder acabar con ellos, Jack lo detiene, para sorpresa de Dios. En ello, Sam y Dean explican que Jack adquirió la habilidad de absorber poder luego de su último intento por matar a Dios, y, sabiendo que Miguel los traicionaría, hicieron que Dios los golpeara a propósito, lo cual cargó a Jack con sus poderes. Así, Jack absorbe los poderes de Dios volviéndolo mortal y se convierte en el nuevo Dios del mundo. Jack revive a todos los caídos y consigue crear un nuevo paraíso, dejando a Sam y Dean continuar con sus vidas.
Tras varias semanas disfrutando sus vidas, Sam y Dean se van de caza y se encuentran con un nido de vampiros que secuestra niños para criarlos y alimentarse de ellos. Ambos consiguen rescatar a los niños y acabar con el nido, pero en la pelea Dean es atravesado por un fierro y se da cuenta de que no se podrá salvar. Antes de morir, le pide a Sam que siga con su vida y no intente revivirlo como lo ha hecho antes, a lo que Sam acepta tras negarse en primera instancia. De este modo, Dean llega al nuevo paraíso creado por Jack, donde se encuentra con Bobby, quien le explica que allí yacen todos sus seres queridos, entre esos sus padres John y Mary. En la Tierra, Sam sigue con su vida, se casa y tiene un hijo al que llama igual que su fallecido hermano. Muchos años después, Sam, ya bastante mayor, muere por causas naturales y se reencuentra con Dean en el paraíso.

## Reparto
| Actor             | Personaje         | Temporada | Temporada | Temporada | Temporada  | Temporada  | Temporada  | Temporada  | Temporada  | Temporada  | Temporada | Temporada  | Temporada | Temporada  | Temporada | Temporada |  |
| Actor             | Personaje         | 1         | 2         | 3         | 4          | 5          | 6          | 7          | 8          | 9          | 10        | 11         | 12        | 13         | 14        | 15        |  |
| ----------------- | ----------------- | --------- | --------- | --------- | ---------- | ---------- | ---------- | ---------- | ---------- | ---------- | --------- | ---------- | --------- | ---------- | --------- | --------- |  |
| Jared Padalecki   | Sam Winchester    | Principal | Principal | Principal | Principal  | Principal  | Principal  | Principal  | Principal  | Principal  | Principal | Principal  | Principal | Principal  | Principal | Principal |  |
| Jensen Ackles     | Dean Winchester   | Principal | Principal | Principal | Principal  | Principal  | Principal  | Principal  | Principal  | Principal  | Principal | Principal  | Principal | Principal  | Principal | Principal |  |
| Katie Cassidy     | Ruby              |           |           | Principal |            |            |            |            |            |            |           |            |           |            |           |           |  |
| Genevieve Cortese | Ruby              |           |           |           | Recurrente |            |            |            |            |            |           |            |           |            |           |           |  |
| Genevieve Cortese | Genevieve Cortese |           |           |           |            |            | Invitada   |            |            |            |           |            |           |            |           |           |  |
| Lauren Cohan      | Bela Talbot       |           |           | Principal |            |            |            |            |            |            |           |            |           |            |           |           |  |
| Misha Collins     | Castiel           |           |           |           | Recurrente | Principal  | Principal  | Recurrente | Recurrente | Principal  | Principal | Principal  | Principal | Recurrente | Principal | Principal |  |
| Mark Sheppard     | Crowley           |           |           |           |            | Recurrente | Recurrente | Recurrente | Recurrente | Recurrente | Principal | Principal  | Principal |            |           |           |  |
| Mark Pellegrino   | Lucifer           |           |           |           |            | Recurrente |            | Recurrente |            |            |           | Recurrente | Principal | Principal  | Principal | Invitado  |  |
| Alexander Calvert | Jack Kline        |           |           |           |            |            |            |            |            |            |           |            |           | Principal  | Principal | Principal |  |

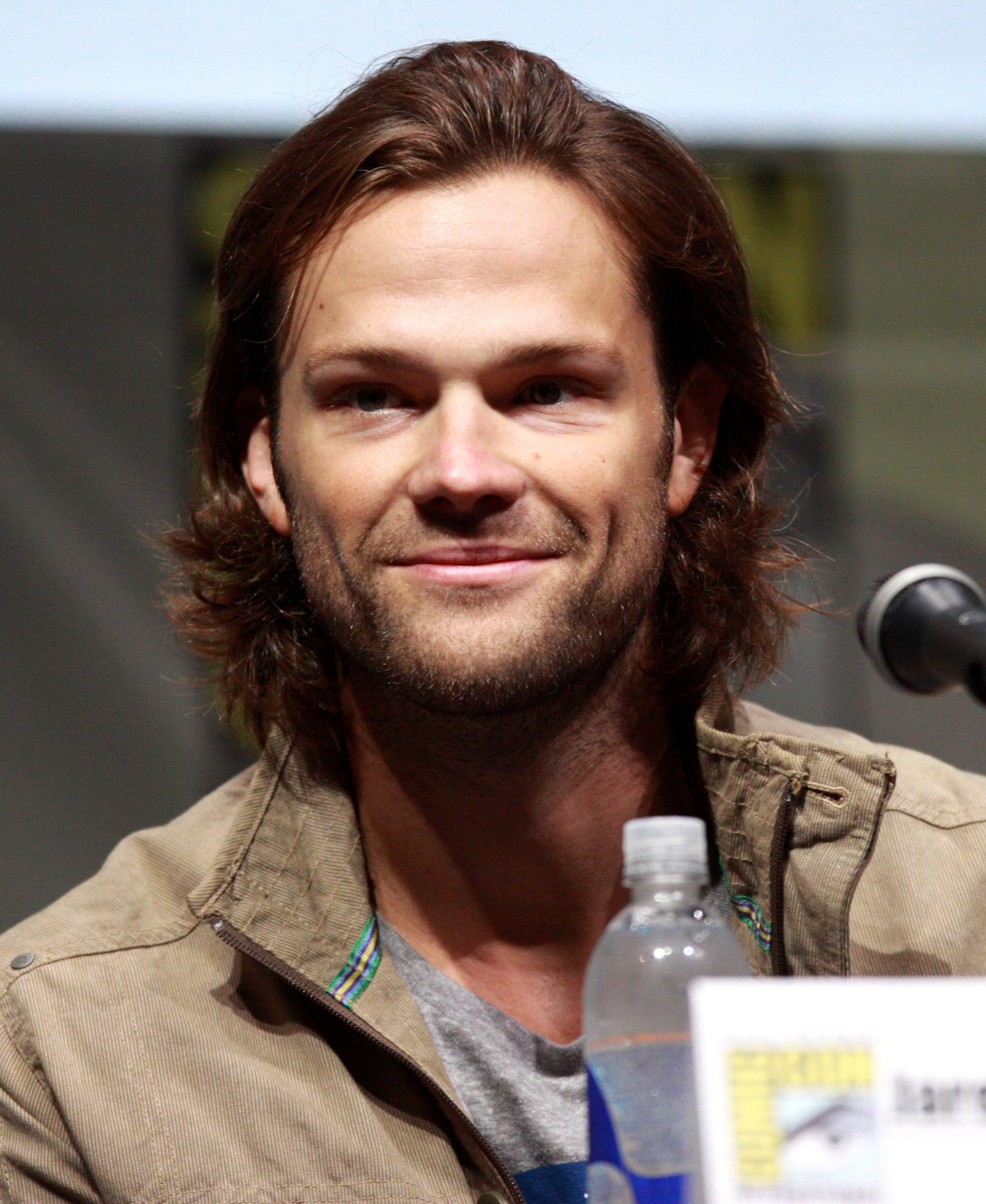
Jared Padalecki
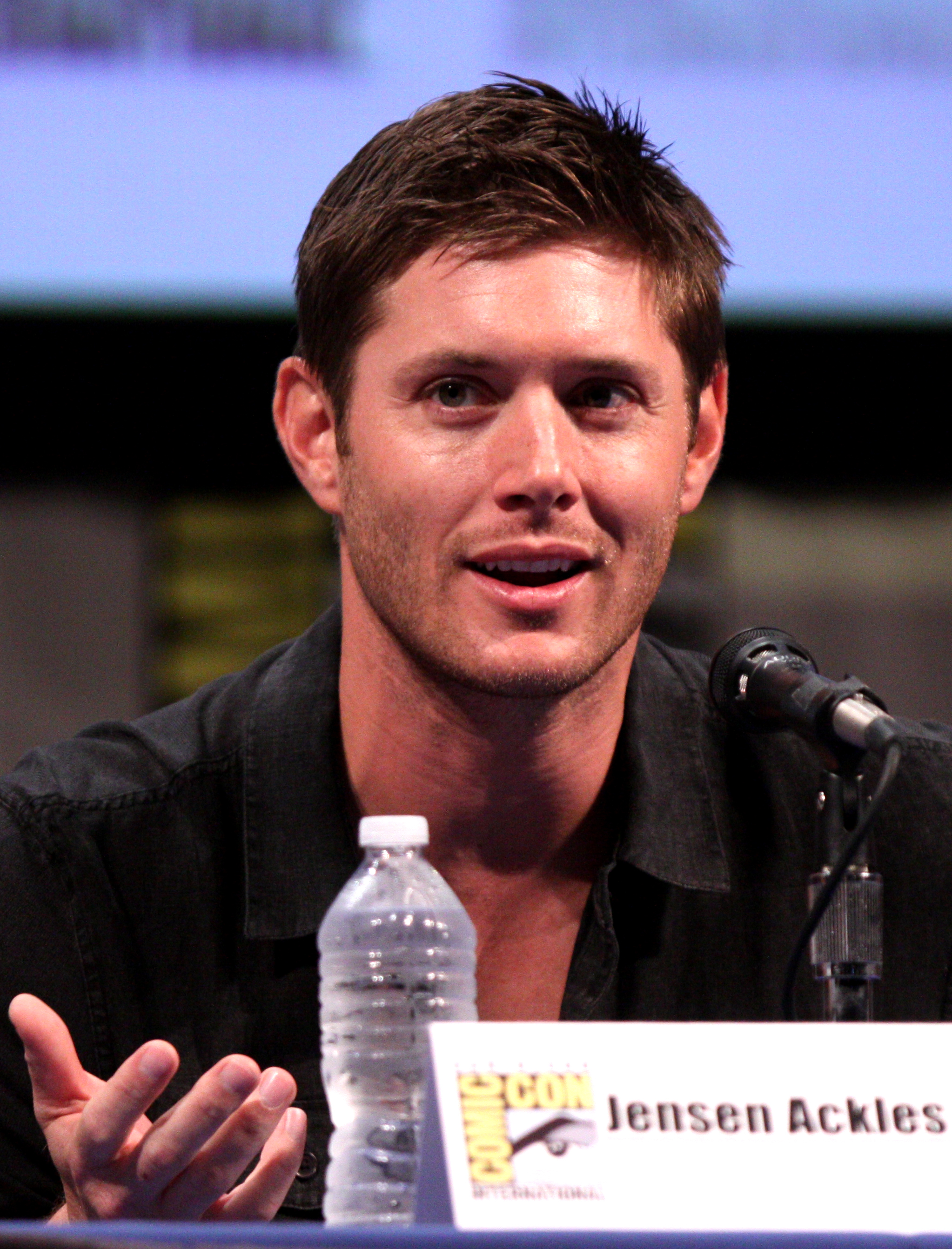
Jensen Ackles
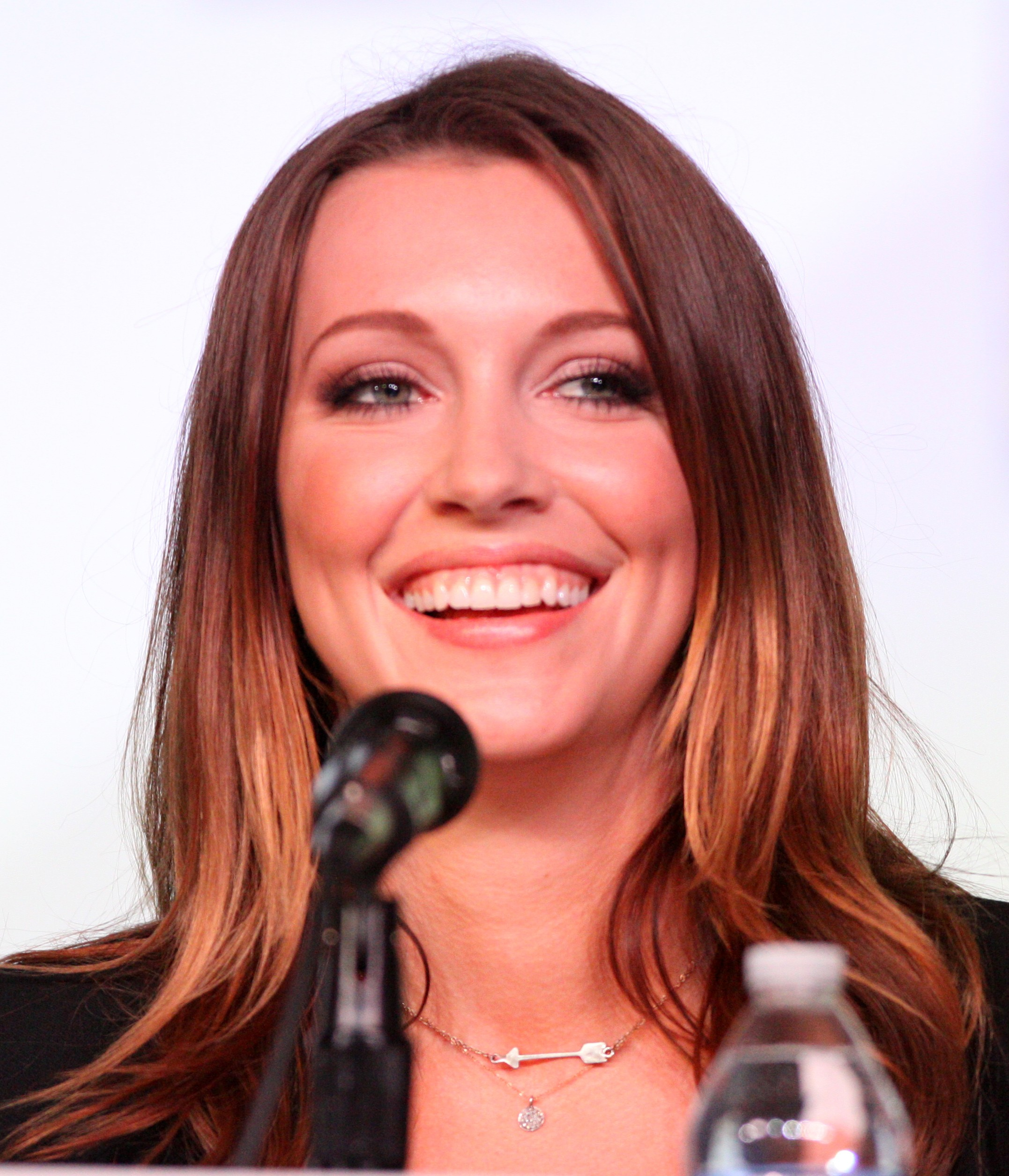
Katie Cassidy
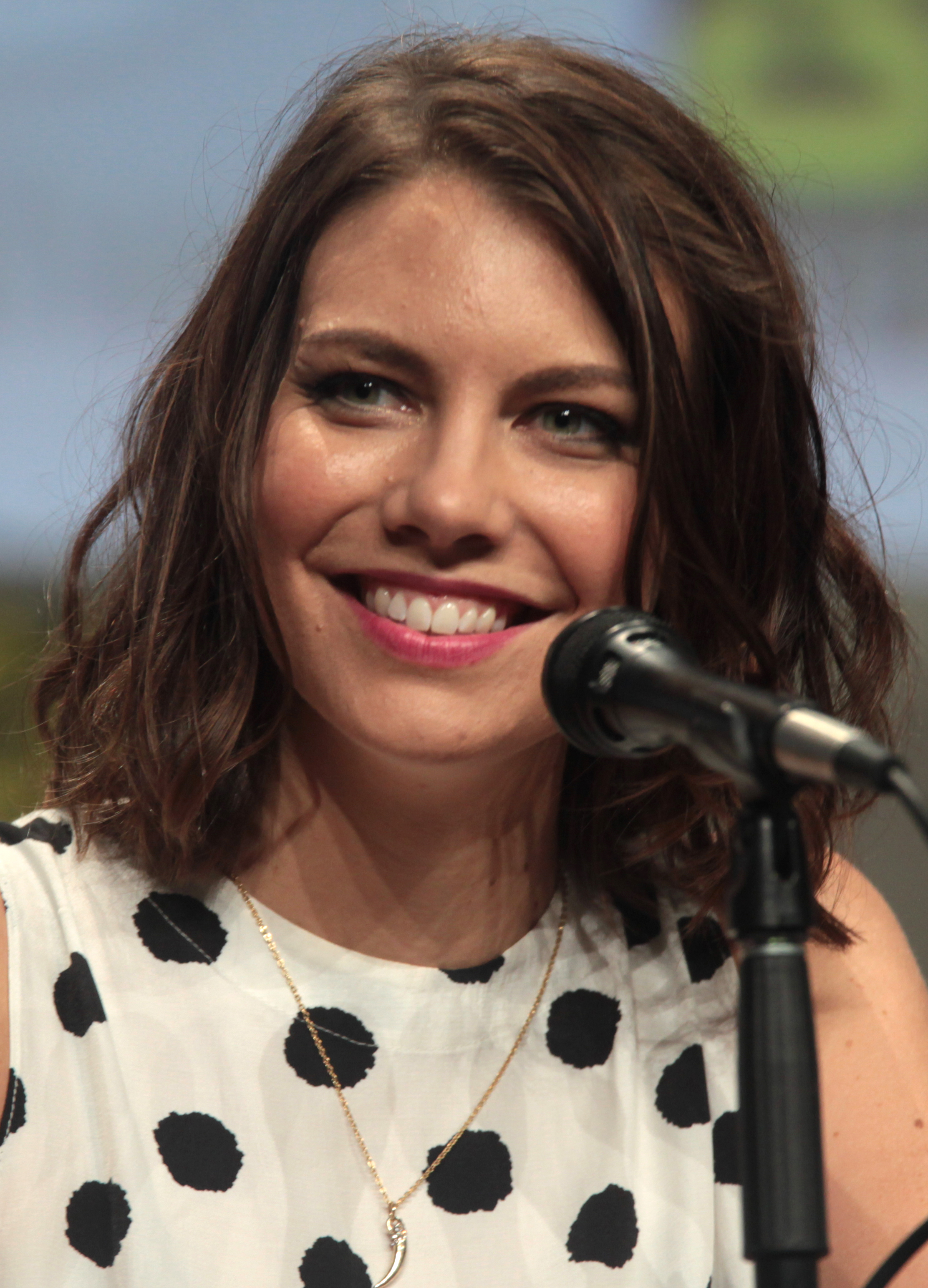
Lauren Cohan
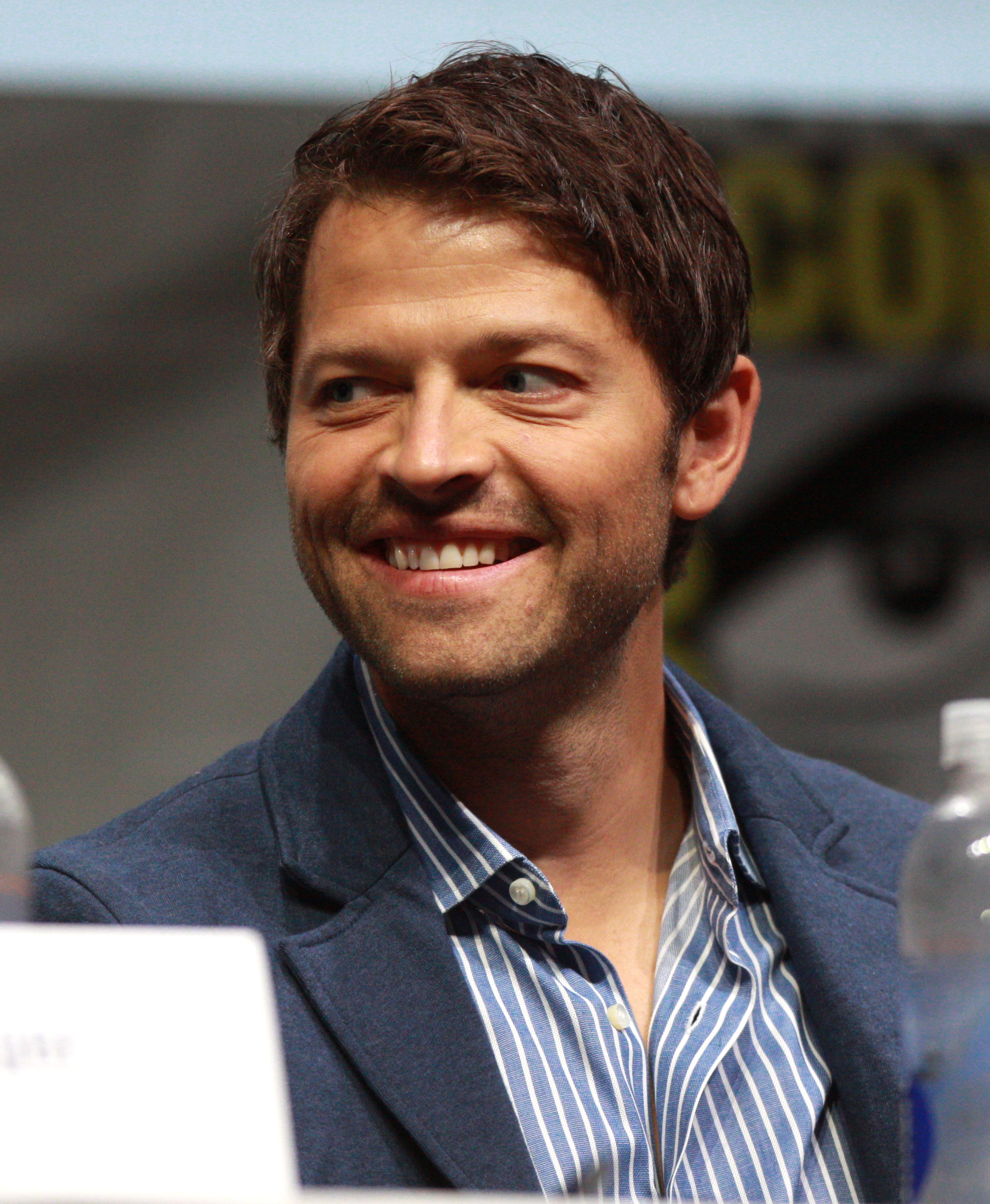
Misha Collins
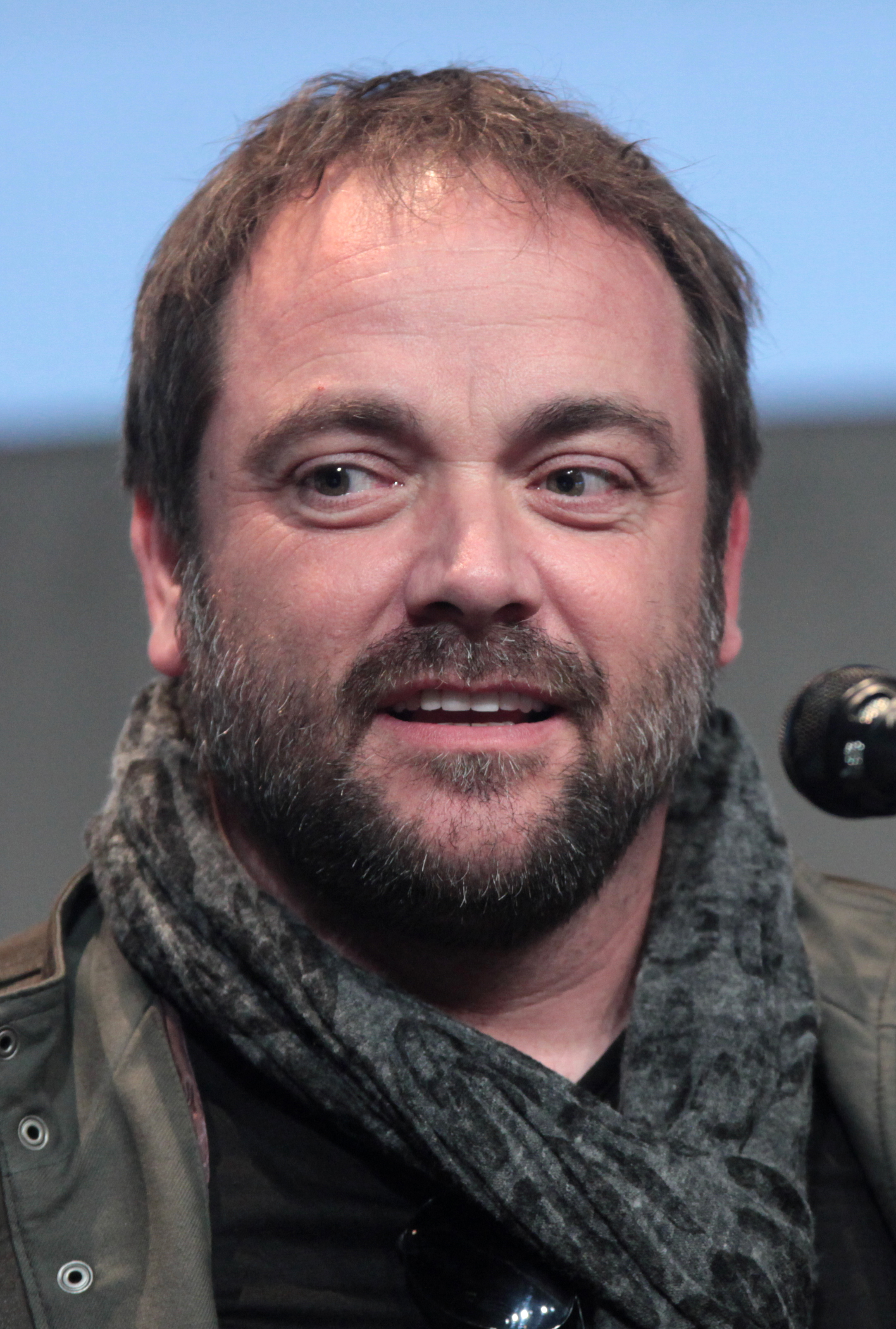
Mark Sheppard
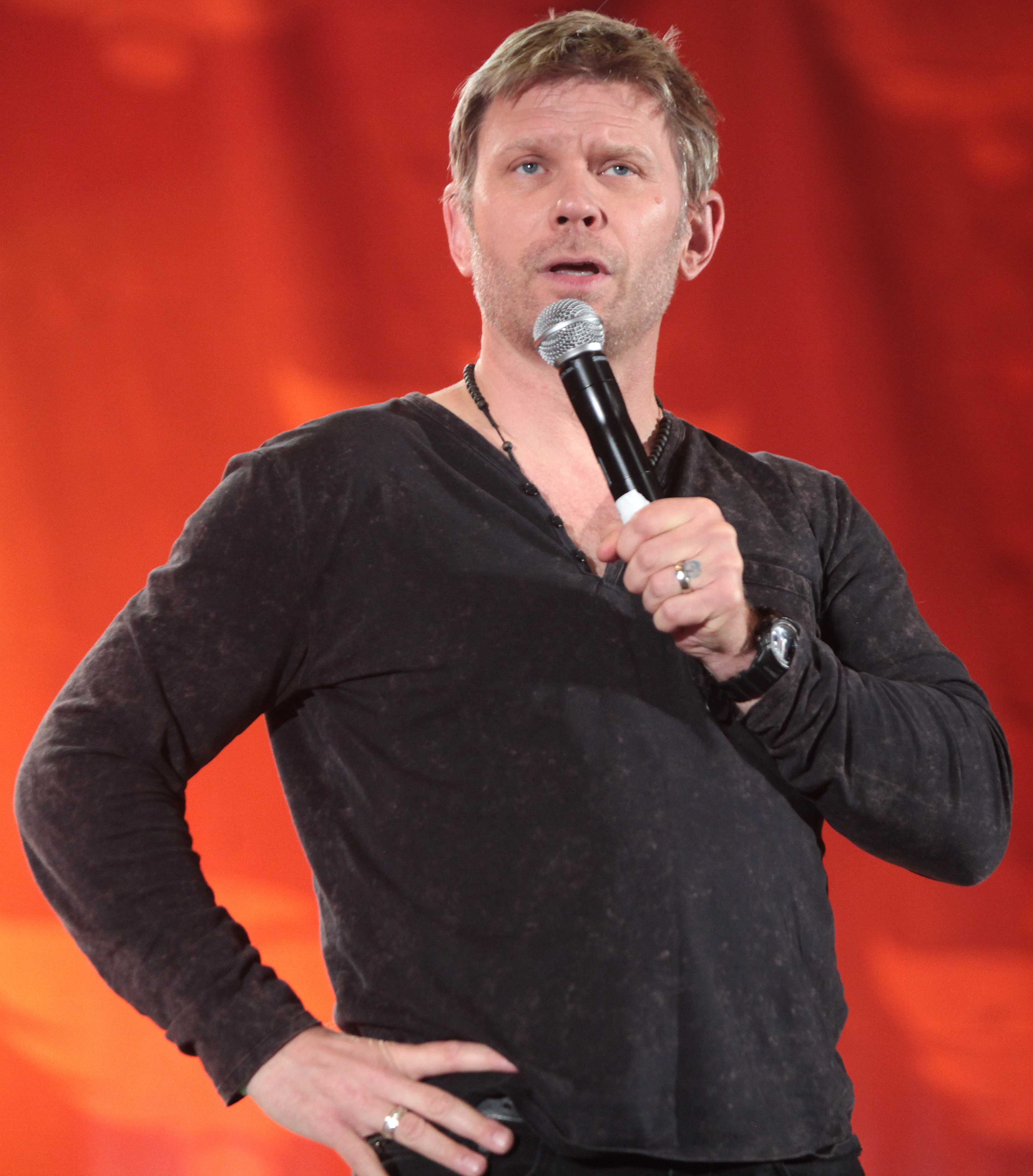
Mark Pellegrino
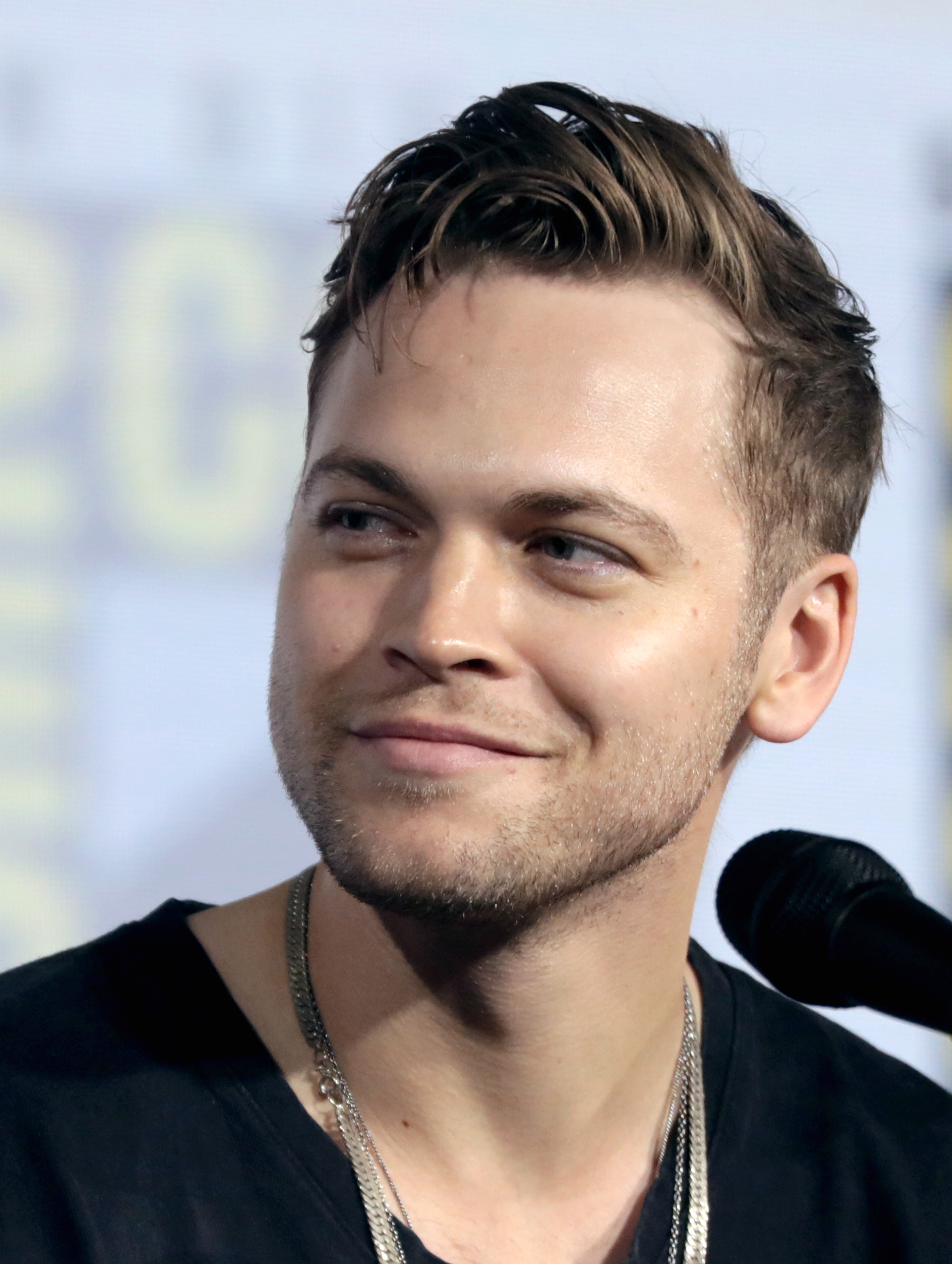
Alexander Calvert

## Episodios
| Temporada | Temporada | Episodios | Episodios | Emisión original         | Emisión original        | Emisión original | Posición | Audiencia promedio (en millones) | Cuota de pantalla | Horario (ET)                                                                    |
| Temporada | Temporada | Episodios | Episodios | Primera emisión          | Última emisión          | Cadena           | Posición | Audiencia promedio (en millones) | Cuota de pantalla | Horario (ET)                                                                    |
| --------- | --------- | --------- | --------- | ------------------------ | ----------------------- | ---------------- | -------- | -------------------------------- | ----------------- | ------------------------------------------------------------------------------- |
|           | 1         | 22        | 22        | 13 de septiembre de 2005 | 4 de mayo de 2006       | The WB           | 165      | 3,81                             | 1,4               | Martes 9:00 p. m. (1-16) Jueves 9:00 p. m. (17-22)                              |
|           | 2         | 22        | 22        | 28 de septiembre de 2006 | 17 de mayo de 2007      | The CW           | 216      | 3,14                             | 1,1               | Jueves 9:00 p. m.                                                               |
|           | 3         | 16        | 16        | 4 de octubre de 2007     | 15 de mayo de 2008      | The CW           | 187      | 2,74                             | 1,0               | Jueves 9:00 p. m.                                                               |
|           | 4         | 22        | 22        | 18 de septiembre de 2008 | 14 de mayo de 2009      | The CW           | 161      | 3,14                             | 1,1               | Jueves 9:00 p. m.                                                               |
|           | 5         | 22        | 22        | 10 de septiembre de 2009 | 13 de mayo de 2010      | The CW           | 125      | 2,64                             | 1,2               | Jueves 9:00 p. m.                                                               |
|           | 6         | 22        | 22        | 24 de septiembre de 2010 | 20 de mayo de 2011      | The CW           | 134      | 2,47                             | 1,1               | Viernes 9:00 p. m.                                                              |
|           | 7         | 23        | 23        | 23 de septiembre de 2011 | 18 de mayo de 2012      | The CW           | 176      | 2,03                             | 0,9               | Viernes 9:00 p. m.                                                              |
|           | 8         | 23        | 23        | 3 de octubre de 2012     | 15 de mayo de 2013      | The CW           | 152      | 2,52                             | 1,1               | Miércoles 9:00 p. m.                                                            |
|           | 9         | 23        | 23        | 8 de octubre de 2013     | 20 de mayo de 2014      | The CW           | 141      | 2,81                             | 1,3               | Martes 9:00 p. m.                                                               |
|           | 10        | 23        | 23        | 7 de octubre de 2014     | 20 de mayo de 2015      | The CW           | 156      | 2,02                             | 0,8               | Martes 9:00 p. m. (1-14) Miércoles 9:00 p. m. (15-23)                           |
|           | 11        | 23        | 23        | 7 de octubre de 2015     | 25 de mayo de 2016      | The CW           | 158      | 2,27                             | 1,0               | Miércoles 9:00 p. m.                                                            |
|           | 12        | 23        | 23        | 13 de octubre de 2016    | 18 de mayo de 2017      | The CW           | 148      | 2,12                             | 0,8               | Jueves 9:00 p. m. (1-8) Jueves 8:00 p. m. (9-22)                                |
|           | 13        | 23        | 23        | 12 de octubre de 2017    | 17 de mayo de 2018      | The CW           | 166      | 2,32                             | 0,8               | Jueves 8:00 p. m.                                                               |
|           | 14        | 20        | 20        | 11 de octubre de 2018    | 25 de abril de 2019     | The CW           | 159      | 2,07                             | 0,6               | Jueves 8:00 p. m.                                                               |
|           | 15        | 20        | 20        | 10 de octubre de 2019    | 19 de noviembre de 2020 | The CW           | —        | —                                | —                 | Jueves 8:00 p. m. (1-11, 14-19) Lunes 8:00 p. m. (12-13) Jueves 9:00 p. m. (20) |

## Antecedentes y producción

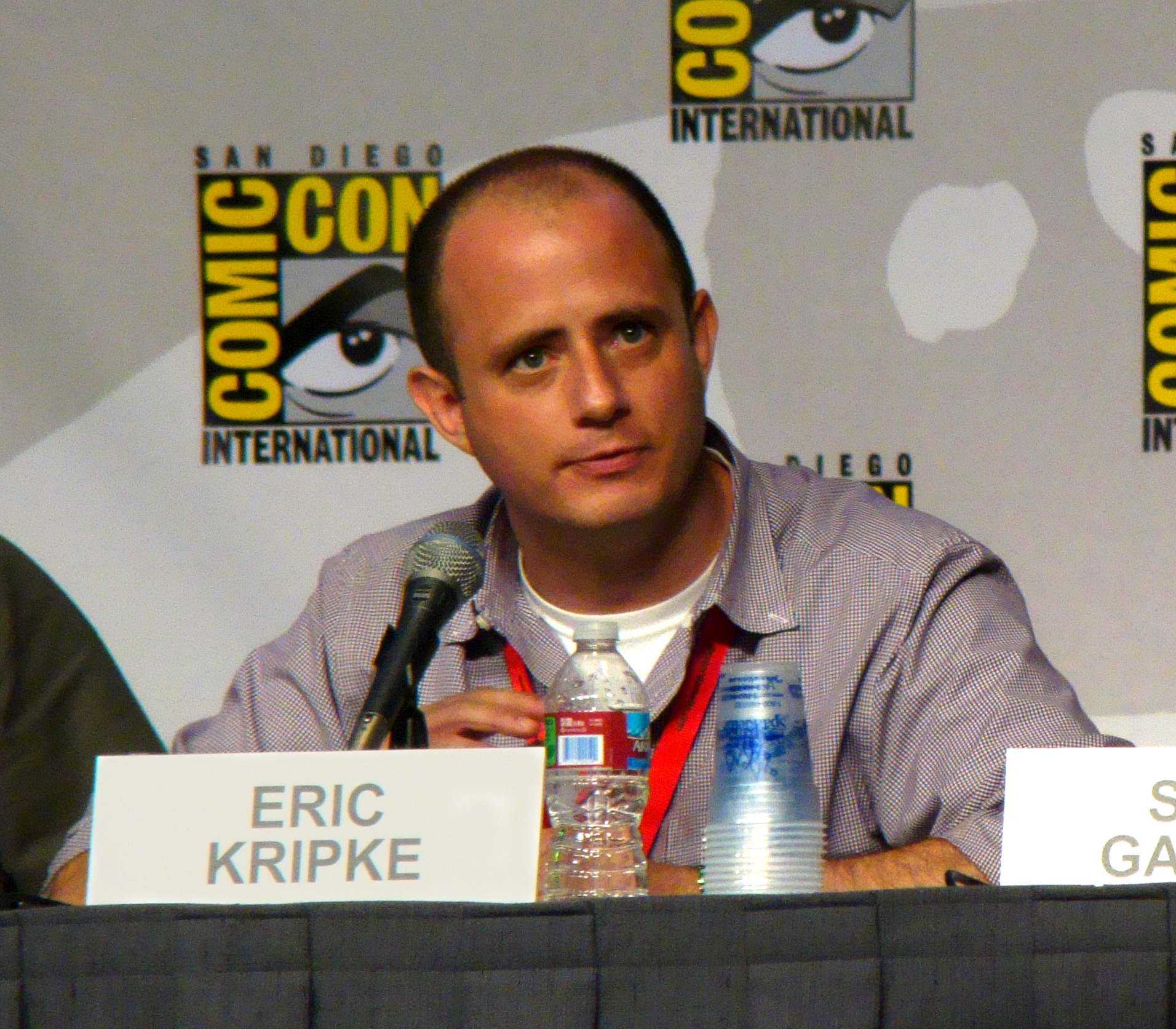
Eric Kripke, creador de la serie.

### Concepto y creación
Originalmente, Eric Kripke tenía en mente que Supernatural fuese una película, la cual estaría basada en alguna de las leyendas urbanas de su niñez, fórmula que había estado aplicando en algunos de sus proyectos anteriores. Sin embargo, pasaron años hasta que pudo concretar sus ideas, que iban desde una serie antológica hasta dos reporteros que viajaban en una furgoneta cazando demonios. Kripke explicó que desde un comienzo, el concepto principal era una serie de viajes por carretera, ya que era la mejor forma de contar todas las historias que había, principalmente debido a que varias de ellas se sitúan en pequeños pueblos de los Estados Unidos. Después de que su serie Tarzan fuera cancelada en 2003, The WB le ofreció una segunda oportunidad de aportar ideas al canal, por lo que Kripke aprovechó y presentó Supernatural. No obstante, la cadena no mostró mucho interés en el concepto de dos reporteros viajando por todo el país, así que Kripke cambió la idea de último momento e hizo que los dos protagonistas fueran hermanos. Con ello, decidió que ambos fueran nativos de Lawrence (Kansas), dada la cercanía del lugar con el cementerio de Stull, el cual es bastante popular por sus leyendas urbanas.

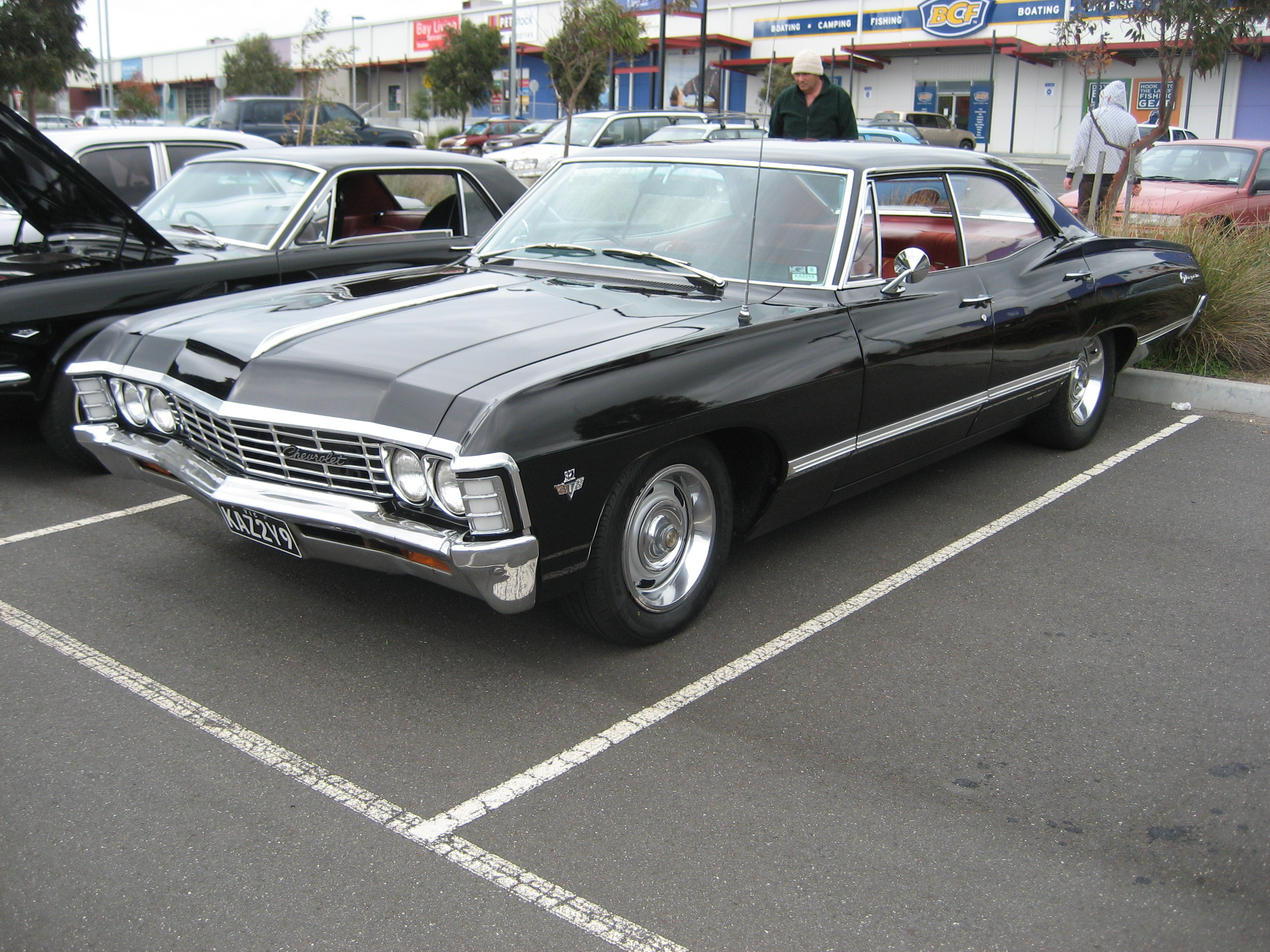
Un Chevrolet Impala de 1967, similar al utilizado en la serie.

Respecto a los nombres de los personajes, Kripke escogió los nombres de «Sal» y «Dean» para los hermanos como homenaje a la novela En el camino (1957) de Jack Kerouac, la cual narra las aventuras del autor junto a sus amigos en un viaje por los Estados Unidos. Dicho libro también inspiró otros aspectos de la serie, como el diario de John Winchester (padre de los protagonistas), el cual utiliza para plasmar sus encuentros con las criaturas que combate. Tiempo después, Kripke cambió el nombre de «Sal» a «Sam» puesto que consideró que el primero era inapropiado para un protagonista. Inicialmente, quería que el apellido de los personajes fuese «Harrison», como guiño al actor Harrison Ford, puesto que quería que Dean tuviese «la vibra de Han Solo» (personaje que Harrison Ford interpreta en Star Wars). Sin embargo, ya había un Sam Harrison viviendo en Lawrence, por lo que su apellido debió ser cambiado para evitar problemas legales. Por ello, decidió cambiarlo a «Winchester» en referencia a la Mansión Winchester de San José (California), lugar que popularmente se considera embrujado. No obstante, dicho apellido también resultó ser polémico, dado que originalmente el padre de los protagonistas se llamaba Jack, y casualmente, había un Jack Winchester viviendo en Kansas, así que Kripke decidió renombrarlo como John.
Mientras crecía, Kripke mostró afición por series de televisión que tuvieran automóviles como personajes como The Dukes of Hazzard y Knight Rider, y decidió incluir uno en Supernatural. Inicialmente, el auto en el que viajarían los hermanos iba a ser un Ford Mustang de 1965, pero uno de sus vecinos lo convenció de escoger un Chevrolet Impala de 1967 dado que este último cuenta con un maletero «donde se pueden esconder cuerpos» y también porque es más «imponente que lindo». Finalmente, Kripke consiguió ser contratado para filmar un episodio piloto de la serie, no sin antes realizar algunos cambios en el guion. En la historia original, Sam y Dean no fueron criados por su padre, sino por un tío y una tía, además que Sam desconocía de la existencia de las criaturas sobrenaturales cuando Dean lo visita para pedirle ayuda en la búsqueda de su padre. Esto posteriormente fue cambiado dado que Kripke consideró que generaría muchos bucles y huecos en la historia a largo plazo. Otra de las ideas originales era que Jessica era un demonio que incitaba a Sam a viajar con Dean para llevarlos hacia una trampa, pero Kripke reformuló la propuesta, argumentando que la inesperada muerte de Jessica en las mismas condiciones que su madre sería una buena motivación para ambos. Cuando finalmente la serie fue aceptada, la productora contrató a Robert Singer como productor ejecutivo dada su experiencia en series de índole similar como The X-Files. En un principio, Kripke tenía la idea de que Supernatural duraría solo tres temporadas, pero con el avance de la trama, la alargó a cinco, esperando que terminase definitivamente en ese punto.

### Guion

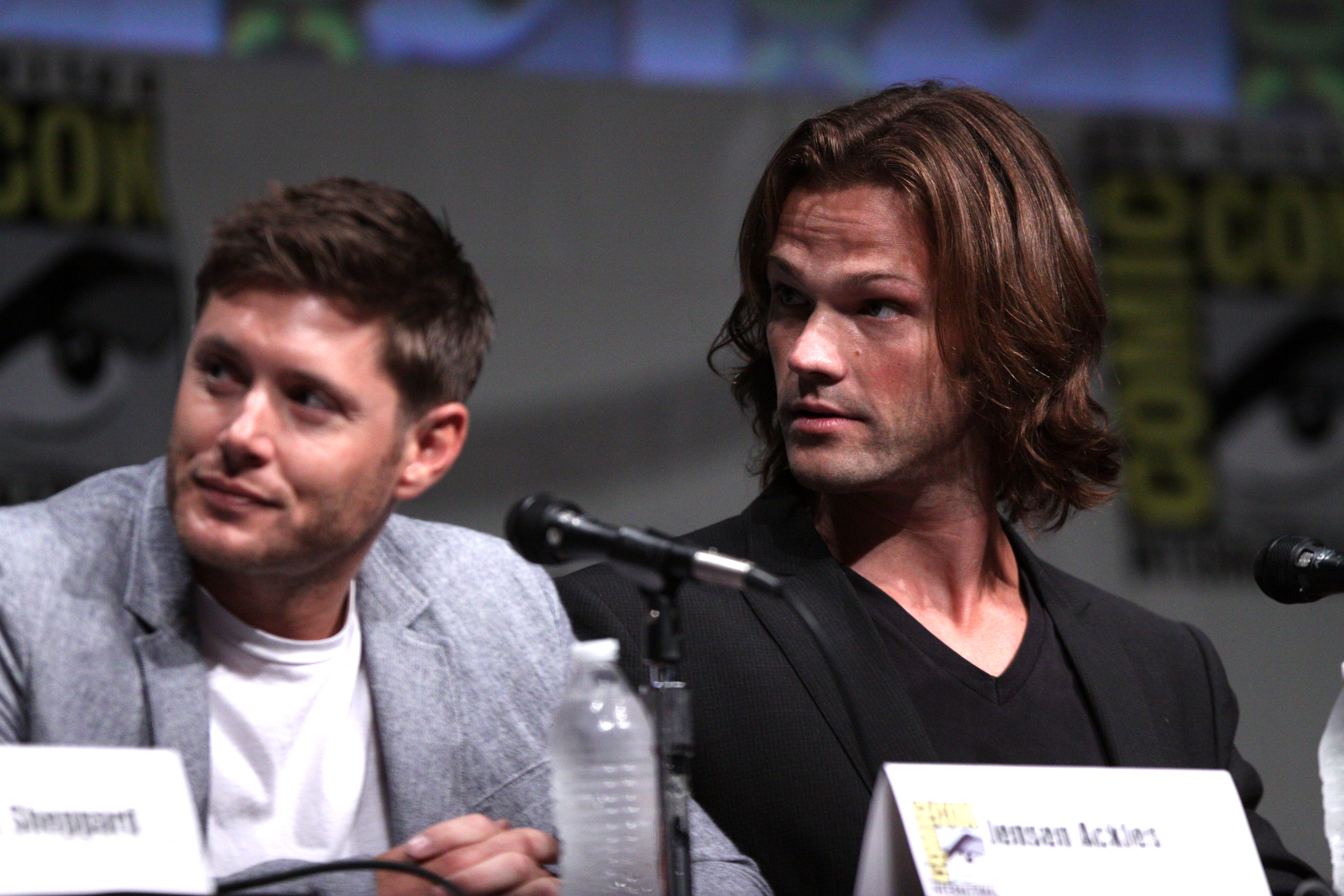
La buena química de Jared Padalecki y Jensen Ackles hizo que la serie se enfocara más en temas familiares que en los monstruos presentados cada semana.

Durante la primera temporada, el panel de guionistas consistió en Eric Kripke y otros cinco escritores, así como algunos asistentes que ayudaron en la búsqueda de leyendas urbanas. Gran parte del trabajo es colaborativo, con los escritores ocasionalmente dividiéndose en grupos para desarrollar las ideas. Al comienzo de cada temporada, se realizaba una junta con todos los guionistas donde se plasman las ideas y posteriormente se le asigna una o dos a cada uno para la elaboración de los episodios. Cada concepto es cuidadosamente vigilado, a fin de que todos tengan coherencia entre sí. Kripke afirmó que esta tarea era bastante complicada en la primera temporada, pero finalmente los guionistas entendieron el enfoque de la serie, lo que facilitó la labor y agilizó el proceso. De acuerdo con Kripke, Supernatural está altamente influenciada por filmes como An American Werewolf in London (1981), Poltergeist (1982) y  Evil Dead II (1987), ya que las criaturas aparecen en lugares comunes y no en áreas remotas, además que tiene toques humorísticos. Kripke comentó que la intención de esto era causar cierta intriga en los espectadores, que comenzarían a plantearse el hecho de que las cosas sobrenaturales pueden ocurrir en los lugares menos esperados, en vez de castillos que nadie visita.
Por otra parte, otro de los aspectos originales de Supernatural era que estaba planeada para ser una serie donde cada episodio fuese como una «minipelícula» donde Sam y Dean iban en busca del «monstruo de la semana», pero la buena química de Jared Padalecki y Jensen Ackles en los primeros capítulos hizo que Kripke y el resto de los guionistas se replantearan el objetivo de la serie. Con ello, Supernatural empezó a enfocarse más en los hermanos Winchester y sus problemas familiares, como la frustración de Sam por el abandono de su padre y su preferencia hacia Dean, por lo que la temática de los monstruos semanales fue puesta en segundo plano.

### Efectos, música y rodaje
Al tener gran variedad de criaturas mitológicas de diversos tamaños y formas, Supernatural a menudo recurre a las imágenes generadas por computadora y al uso de pantallas verdes para la recreación de las mismas. Al no tener presupuesto suficiente durante su primera temporada, se tuvieron que contratar compañías de efectos especiales, pero posteriormente se creó un departamento para esa área. Durante las primeras siete temporadas, Ivan Hayden fue el encargado de supervisar los efectos especiales de la serie. En el proceso de preproducción de cada temporada, Hayden realizaba una junta con los guionistas para evaluar cuáles escenas requerirían la adición de efectos especiales, para después reunirse con los directores para sincronizar la filmación, asegurándose que los actores estuviesen coordinados con los efectos que serían añadidos después. Una vez grabado el episodio, se reunía con los editores para concluir el trabajo.

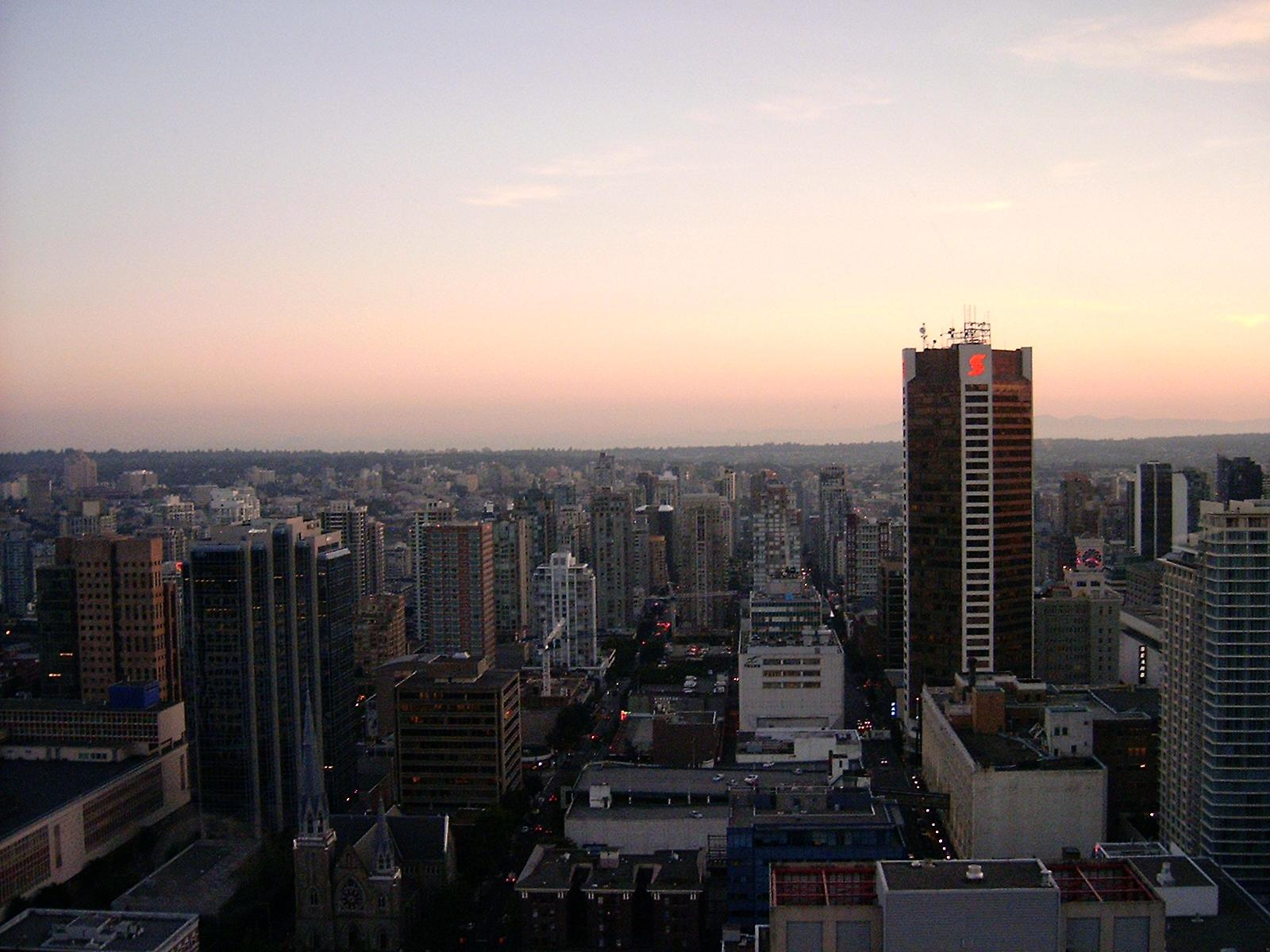
Vancouver, lugar donde se lleva a cabo la mayor parte del rodaje.

Supernatural viene acompañada de una banda sonora orquestal, además de algunos instrumentos de cuerda y viento. Los dos compositores de la serie, Christopher Lennertz y Jay Gruska, se encargan de la ambientación musical de cada episodio, la cual se adapta a cada escena en particular. Por lo general, la banda sonora de cada capítulo dura aproximadamente 30 minutos, incluidos los créditos. En episodios como Dead in the Water se suelen realizar composiciones con instrumentos fuera de tempo y desafinados, además de incluir palabras susurradas que agreguen angustia a las escenas. Pese a que un tercio de la banda sonora es trabajo original, un aspecto que caracteriza a la serie es el uso de canciones de rock clásico. Varios de los temas utilizados fueron solicitados por Eric Kripke, quien había amenazado con renunciar si el canal no le permitía escoger la música. En numerosas ocasiones se quiso añadir música de Led Zeppelin, banda favorita de Kripke, pero dado el alto costo de los derechos, se optó por hacer referencia a sus canciones a través de los títulos de ciertos episodios; Houses of the Holy hace referencia a su álbum homónimo de 1973, así como What Is and What Should Never Be hace referencia a su canción «What is and what should never be» de 1969. Por esto, se han usado canciones de bandas menos conocidas como Blue Öyster Cult, Bad Company, Stevie Ray Vaughan, Rush, Boston, Triumph y AC/DC. Es común que varios temas sean puestos en un mismo episodio, especialmente en los resúmenes, las escenas de Sam y Dean viajando por la carretera y los momentos dramáticos. La canción «Carry On Wayward Son» de la banda Kansas se ha convertido en una insignia para la serie, pues es utilizada como tema de entrada en cada final de temporada, además de haber sido versionada en el musical del episodio Fan Fiction como homenaje a los seguidores de la serie.
A pesar de que el episodio piloto fue filmado en la ciudad de Los Ángeles, la serie se grabó principalmente en Vancouver (Canadá). No obstante, determinados capítulos requirieron que el equipo se trasladase a otras zonas; el episodio Dead in the Water se grabó en Anmore dado que en Vancouver no había ningún lago que se adaptara al que el guion solicitaba. Asimismo, la batalla final de Swan Song se grabó en el cementerio Stull de Kansas, ya que Kripke quería que la serie terminara en donde comenzó. Uno de los lugares más comunes es el Hospital Riverview en Coquitlam, el cual fue usado como manicomio en Asylum, un hospital en In My Time of Dying y una prisión en Folsom Prison Blues.

### Distribución
Desde su debut, Supernatural se ha caracterizado por ser una de las series con mayor disponibilidad a través de los servicios web dada su gran popularidad y demanda. Su episodio piloto fue publicado a través de Yahoo! una semana antes de su emisión original. Asimismo, tras el cambio de nombre de The WB a The CW en diciembre de 2006, todos los episodios de la serie fueron añadidos a la iTunes Store, siendo uno de los primeros programas del canal en ser incluidas al servicio. En enero de 2007, The CW comenzó a publicar cada capítulo en su página web cuatro semanas después de su respectivo estreno. El mismo mes, la popularidad del programa en Australia llevó a Network Ten a hacer un acuerdo con Warner Bros. para ofertar la descarga de los episodios a través de su sitio web solo horas más tarde de su emisión por televisión. En julio de 2007, Microsoft adquirió derechos de distribución y agregó la serie al Bazar Xbox Live. En septiembre de 2008, Amazon.com aplicó la misma estrategia con la creación de su servicio de vídeo bajo demanda. En 2011, Hulu realizó un acuerdo con The CW para añadir todas las temporadas a su biblioteca y comenzar a publicar nuevos episodios una semana después de su emisión original por los próximos cinco años. El mismo año, Netflix acordó con el canal publicar todas las temporadas disponibles hasta ese momento e ir añadiendo nuevas un año después de su culminación. Sin embargo, en junio de 2016, habiendo caducado el contrato entre The CW y Hulu, Netflix llegó a un acuerdo donde cada temporada de la serie sería publicada entera solo una semana después de su culminación.
| Temporada | Temporada | Lanzamiento en DVD y Blu-ray                                    | Lanzamiento en DVD y Blu-ray                                 | Lanzamiento en DVD y Blu-ray                                  |
| Temporada | Temporada | Región 1                                                        | Región 2                                                     | Región 4                                                      |
| --------- | --------- | --------------------------------------------------------------- | ------------------------------------------------------------ | ------------------------------------------------------------- |
|           | 1         | 5 de septiembre de 2006 (DVD) 15 de junio de 2010 (Blu-ray)     | 2 de octubre de 2006 (DVD) 22 de agosto de 2011 (Blu-ray)    | 6 de septiembre de 2006 (DVD) 27 de octubre de 2010 (Blu-ray) |
|           | 2         | 11 de septiembre de 2007 (DVD) 14 de junio de 2011 (Blu-ray)    | 29 de octubre de 2007 (DVD) 22 de agosto de 2011 (Blu-ray)   | 3 de octubre de 2007 (DVD) 26 de octubre de 2011 (Blu-ray)    |
|           | 3         | 2 de septiembre de 2008 (DVD) 11 de noviembre de 2008 (Blu-ray) | 25 de agosto de 2008 (DVD) 10 de noviembre de 2008 (Blu-ray) | 30 de septiembre de 2008 (DVD) 4 de marzo de 2009 (Blu-ray)   |
|           | 4         | 1 de septiembre de 2009                                         | 2 de noviembre de 2009                                       | 6 de enero de 2010                                            |
|           | 5         | 7 de septiembre de 2010                                         | 18 de octubre de 2010                                        | 10 de noviembre de 2010                                       |
|           | 6         | 13 de septiembre de 2011                                        | 7 de noviembre de 2011                                       | 2 de noviembre de 2011                                        |
|           | 7         | 18 de septiembre de 2012                                        | 5 de noviembre de 2012                                       | 31 de octubre de 2012                                         |
|           | 8         | 10 de septiembre de 2013                                        | 28 de octubre de 2013                                        | 25 de septiembre de 2013                                      |
|           | 9         | 9 de septiembre de 2014                                         | 8 de junio de 2015                                           | 8 de octubre de 2014                                          |
|           | 10        | 8 de septiembre de 2015                                         | 21 de marzo de 2016                                          | 9 de septiembre de 2015                                       |
|           | 11        | 6 de septiembre de 2016                                         | 10 de octubre de 2016                                        | 7 de septiembre de 2016                                       |
|           | 12        | 5 de septiembre de 2017                                         | 4 de septiembre de 2017                                      | 6 de septiembre de 2017                                       |
|           | 13        | 4 de septiembre de 2018                                         | 1 de octubre de 2018                                         | 5 de septiembre de 2018                                       |
|           | 14        | 10 de septiembre de 2019                                        | 11 de septiembre de 2019                                     | 11 de septiembre de 2019                                      |
|           | 15        | Por anunciarse                                                  | Por anunciarse                                               | Por anunciarse                                                |

## Mercancía y promoción

### Publicidad
Desde el comienzo de la serie, The WB invirtió grandes cantidades de dinero en publicidad. Antes de su estreno, se colocaron varios pósteres en diversas estaciones de gasolina a lo largo de los Estados Unidos, además que se comenzaron a regalar brazaletes personalizados de elementos de la serie en cines de Nueva York, Chicago y Los Ángeles. Asimismo, en más de 500 cafeterías de dichas ciudades se comenzaron a servir vasos especiales donde se revelaban figuras relacionadas con la serie cuando el recipiente se calentaba. También se colgaron anuncios en más de 200 clubes nocturnos, salas de videojuegos, bares, cines y demás lugares para atraer público joven. Particularmente, los bares contaban con sus propios porta vasos y servilletas personalizadas.
Por otra parte, varios elementos de la serie fueron traídos a la realidad para despertar la interacción con el público. El sitio web de leyendas urbanas, Hellhounds Lair, el cual aparece en el episodio Hell House, fue creado por los productores de la serie para que los seguidores tuvieran pequeños vistazos de cuáles monstruos aparecerían posteriormente. Igualmente, The CW creó el sitio Ghostfacers.com tras la emisión del episodio homónimo. Fuera de Internet, la serie también ha traído elementos como los números de teléfono. En el episodio Phantom Traveler, es revelado el número telefónico de Dean, el cual fue usado como línea directa por un tiempo en la que si se llamaba, se reproducía un mensaje de voz narrado por Jensen Ackles diciendo: «This is Dean Winchester. If this is an emergency, leave a message. If you are calling about 11–2–83, page me with your coordinates» (traducible al español como: «Soy Dean Winchester. Si esto es una emergencia, déjame un mensaje. Si estás llamando con motivo del 11–2–83, envíame un mensaje con tus coordenadas»). En el episodio Tall Tales, se observan copias de la edición del diario Weekly World News de esa semana, las cuales fueron distribuidas en la vida real y contenían una entrevista exclusiva con Sam y Dean.

### Ropa y otros elementos
En la tienda en línea de The CW, Supernatural cuenta con vasta mercancía, incluidas camisetas, tatuajes temporales, joyería, fundas para celulares, calendarios, vasos de trago corto, una versión de la ouija y demás. La empresa Inkworks creó una baraja completa de cartas coleccionables sobre la serie, algunas de estas autografiadas por miembros del elenco. Asimismo, Margaret Weis Productions, Ltd desarrolló un juego de rol llamado Supernatural Role Playing Game, el cual incluye elementos de la serie en cuestión, los cómics y las novelas. Originalmente, el juego preveía lanzarse en octubre de 2007, pero fue atrasado hasta agosto de 2009. Otro en desarrollar un juego de mesa fue Amazon.com, que lanzó una versión de la serie del juego Monopoly, cuyas fichas son el Chevrolet Impala de 1967 de Dean, una bolsa de sal, una hamburguesa, entre otros. Además, las estaciones de tren del juego son Muerte, Peste, Guerra y Hambruna, en referencia a los Jinetes del Apocalipsis que aparecen en la quinta temporada. También existen pequeñas réplicas del Impala, rompecabezas, libros para colorear y demás. Adicionalmente, el sello discográfico WaterTower Music publicó el 26 de agosto de 2010, un álbum llamado Supernatural: Original Television Soundtrack — Seasons 1–5, el cual contó con dieciocho pistas originales creadas por Christopher Lennertz y Jay Gruska para la serie. Posteriormente, tras la emisión del episodio 200, Fan Fiction, se lanzó un extended play con los temas interpretados en el musical; «The Road So Far», «A Single Man Tear» y una versión de «Carry On Wayward Son». Por otra parte, Funko sacó tres figuras de Sam, Dean y Castiel el 21 de noviembre de 2013, las cuales fueron presentadas por los actores en la Comic-Con del año siguiente.
Además de ello, la serie cuenta con una saga de libros complementarios. Para las primeras siete temporadas, fueron publicadas guías escritas por Nicholas Knight y publicadas por Titan Books. Asimismo, Alex Irvine también lanzó dos guías llamadas The Supernatural Book of Monsters, Spirits, Demons, and Ghouls y John Winchester's Journal, las cuales incluyen ilustraciones de los monstruos que Sam y Dean han combatido, así como contenido complementario referente a la mitología de los mismos. También, el 27 de noviembre de 2007, Titan Magazines publicó la primera revista oficial de Supernatural, que tuvo información de la serie y entrevistas exclusivas con el elenco y demás miembros del personal. El 6 de septiembre de 2011, It Books lanzó Supernatural: Bobby Singer's Guide to Hunting, libro escrito por David Reed que relata todas las experiencias de Bobby Singer como cazador.

### Cómics y novelas
Aparte de la historia principal desarrollada en la serie, Supernatural se ha expandido a través de los cómics. WildStorm publicó tres ediciones de las historietas oficiales, la primera llamándose Supernatural: Origins, la cual relata los primeros años que le siguieron a la muerte de Mary, donde se explica cómo John se convirtió en un cazador y cómo Dean y Sam tuvieron que lidiar con su ausencia. La segunda, Supernatural: Rising Son, sigue principalmente la adolescencia de Dean y cómo se comenzó a interesar en seguir los pasos de su padre de ser cazador. Finalmente, la tercera y última edición, Supernatural: Beginning's End, relata la adolescencia de Sam y los eventos que causaron que decidiera abandonar a su familia e irse a estudiar a la Universidad de Stanford. Finalmente se lanzó una cuarta historieta llamada Supernatural: The Dogs of Edinburgh, que fue ilustrada por Brian Wood y Grant Bond, y relata un viaje de Sam al Reino Unido. Fuera de los cómics, la serie también cuenta con novelas adaptadas, que contienen una mezcla de material sacado directamente de la serie y material original para cubrir detalles no contados.
| Título               | Autor                           | Fecha de publicación     | Editorial           | ISBN               |
| -------------------- | ------------------------------- | ------------------------ | ------------------- | ------------------ |
| Nevermore            | Keith DeCandido                 | 31 de julio de 2007      | HarperEntertainment | ISBN 0-06-137090-8 |
| Witch's Canyon       | Jeff Mariotte                   | 30 de octubre de 2007    | HarperEntertainment | ISBN 0-06-137091-6 |
| Bone Key             | Keith DeCandido                 | 26 de agosto de 2008     | HarperEntertainment | ISBN 0-06-143503-1 |
| Heart of the Dragon  | Keith DeCandido                 | 16 de febrero de 2010    | Titan Books         | ISBN 1-84856-600-X |
| The Unholy Cause     | Joe Schreiber                   | 4 de mayo de 2010        | Titan Books         | ISBN 1-84856-528-3 |
| War of the Sons      | Rebecca Dessertine y David Reed | 31 de agosto de 2010     | Titan Books         | ISBN 1-84856-601-8 |
| One Year Gone        | Rebecca Dessertine              | 24 de mayo de 2011       | Titan Books         | ISBN 0-85768-099-4 |
| Coyote's Kiss        | Christa Faust                   | 12 de julio de 2011      | Titan Books         | ISBN 0-85768-100-1 |
| Night Terror         | John Passarella                 | 13 de septiembre de 2011 | Titan Books         | ISBN 0-85768-101-X |
| Rite of Passage      | John Passarella                 | 14 de agosto de 2012     | Titan Books         | ISBN 1781161119    |
| Fresh Meat           | Alice Henderson                 | 19 de febrero de 2013    | Titan Books         | ISBN 1781161127    |
| Carved in Flesh      | Tim Waggoner                    | 16 de abril de 2013      | Titan Books         | ISBN 1781161135    |
| Cold Fire            | John Passarella                 | 29 de marzo de 2016      | Titan Books         | ISBN 9781781166758 |
| Mythmaker            | Tim Waggoner                    | 26 de julio de 2016      | Titan Books         | ISBN 9781783298549 |
| The Usual Sacrifices | Yvonne Navarro                  | 27 de junio de 2017      | Titan Books         | ISBN 9781783298563 |
| Joyride              | John Passarella                 | 30 de octubre de 2018    | Titan Books         | ISBN 9781783299362 |
| Children of Anubis   | Tim Waggoner                    | 30 de abril de 2019      | Titan Books         | ISBN 9781785653261 |

## Series derivadas

### Ghostfacers
Tras el debut de los personajes en la tercera temporada y su creciente popularidad, Eric Kripke comenzó a considerar la creación de una serie derivada basada en los Ghostfacers. En la Comic-Con de 2008, comentó que había discutido el tema con A. J. Buckley y Travis Wester, así como algunos ejecutivos del canal. Dada la falta de presupuesto, la producción se retrasó hasta finales de 2009, pero finalmente estrenó el 15 de abril de 2010 como una serie web de diez episodios en la página oficial de The CW. Concluyó oficialmente el 13 de mayo del mismo año, aunque posteriormente, el 23 de octubre de 2011, Buckley publicó un nuevo episodio, en el cual apareció Castiel.

### Supernatural: The Animation
El 9 de junio de 2010, la división japonesa de Warner Bros. anunció la realización de un anime basado en Supernatural, que llevaría por nombre Supernatural: The Animation (スーパーナチュラル・ザ・アニメーション) y sería producida por Madhouse. Shigeyuki Miya y Atsuko Ishizuka fueron los directores de la serie, con Masao Maruyama como productor ejecutivo, Naoya Takayama como guionista y Takahiro Yoshimatsu como animador. Los actores Yūya Uchida y Hiroki Touchi, quienes hacen el doblaje de Supernatural en japonés, también prestaron sus voces para esta versión. Estrenó en enero de 2011 y su primera temporada constó de 22 episodios de media hora, basados mayormente en las dos primeras temporadas de la serie original, pero también con contenido original. En el doblaje en inglés del anime, Jared Padalecki hizo la voz de Sam, mientras que Andrew Farrar hizo la de Dean por los primeros veinte episodios, siendo reemplazado por Jensen Ackles en los dos últimos. Warner Bros. lanzó la serie en DVD en los Estados Unidos el 26 de julio de 2011.

### Supernatural: Bloodlines
El 22 de julio de 2013, The CW anunció que se estaba realizando una serie derivada de Supernatural, cuyo episodio piloto sería el vigésimo episodio de la novena temporada del programa. Este estrenó el 29 de abril de 2014 como Bloodlines, y fue dirigido por Robert Singer y escrito por Andrew Dabb. Su historia se desarrolla en Chicago, donde existen cinco mafias de familias sobrenaturales que luchan por tener el control total de la ciudad. El elenco principal se constituyó de Lucien Laviscount, Stephen Martines, Sean Faris, Melissa Roxburgh y Nathaniel Buzolic. Durante su estreno, el episodio fue visto por más de 2.03 millones de personas solo en los Estados Unidos, pero fue mal recibido por los seguidores de la serie y la crítica, quienes encontraron la trama «muy cliché». En consecuencia, The CW rechazó la serie y el proyecto fue cancelado. El presidente del canal, Mark Pedowitz, anunció que aunque el piloto fracasó, aún están abiertos a nuevas ideas para un futuro.

### Wayward Sisters
El 20 de junio de 2017, The CW anunció una nueva serie derivada de Supernatural, llamada Wayward Sisters, la cual sería protagonizada por Kim Rhodes, quien venía apareciendo de forma recurrente desde la quinta temporada como la Agente Jody Mills. Durante la Convención Internacional de Cómics de San Diego el 23 de julio del mismo año, los productores revelaron que las actrices Briana Buckmaster, Kathryn Newton y Katherine Ramdeen, que también han aparecido de forma recurrente en Supernatural, protagonizarían la serie. Asimismo, revelaron que Lorette Devine, quien no había aparecido desde la primera temporada, se uniría al elenco junto a Clark Backo, siendo esta última la única del reparto que no apareció primero en Supernatural.
El décimo episodio de la décima tercera temporada de Supernatural, titulado al igual que el spin-off, se emitió el 18 de enero de 2018 como piloto, pero finalmente no convenció a los ejecutivos de The CW, por lo que la serie finalmente no se produjo. Tal decisión provocó disgusto entre los miembros del elenco y los seguidores de la serie, que consideraron injusta una segunda cancelación de un spin-off.

### The Winchesters
Serie de televisión estadounidense de drama de fantasía oscura desarrollada por Robbie Thompson y es un derivado de Supernatural (2005-2020); es una secuela, ambientada en un universo paralelo a los eventos principales de Supernatural en una década de 1970 alternativa. Dean Winchester narra la historia de cómo sus padres, John Winchester y Mary Campbell, se conocieron y se enamoraron, lucharon juntos contra monstruos mientras buscaban a sus padres desaparecidos.

## Recepción e impacto

### Crítica
A lo largo de su emisión, la mayoría de las temporadas de Supernatural han recibido críticas positivas. En el sitio Rotten Tomatoes, la serie tiene un promedio de aprobación de la crítica del 92% y el 89% del público considerando las reseñas y puntuaciones de todas las temporadas. Todas estas tienen una aprobación de la crítica del 100%, con excepción de la primera (69%), la tercera (sin calificación), la séptima (sin calificación), la octava (63%) y la undécima (88%). En su primera temporada, varios críticos destacaron la ambientación y las escenas de horror, pero consideraron que los diálogos y la temática familiar aún necesitaban mejoría. El escritor Tanner Stransky de Entertainment Weekly dio comentarios positivos sobre la banda sonora y el desarrollo de las leyendas urbanas, mientras que Jeff Swindoll de Monsters and Critics favoreció la química entre Jared Padalecki y Jensen Ackles, así como el final inesperado.
En su segunda temporada, Supernatural mantuvo satisfechos a los críticos, quienes aseguraron que se seguía manteniendo como un fuerte elemento dentro de la televisión en su género, y también aprobaron su enfoque hacia la mitología. En la tercera temporada, las críticas continuaron mejorando, con los expertos alabando el desarrollo de la historia y la inclusión de nuevos personajes como Ruby y Bela. No obstante, Daniel Bettridge de Den of Geek expresó que ambos fueron desaprovechados, pues con la información que se tenía, se pudieron haber desarrollado más. Diana Steenbergen de IGN mostró su agrado por la historia, pero desaprobó el hecho de que todo se resumiera bruscamente en el último capítulo. Por otra parte, el diario Chicago Tribune la incluyó en su lista de las mejores series del 2008, calificándola como la serie más sólida de The CW en el año gracias a sus tramas bien elaboradas y el toque cómico de cada episodio, mientras que AOL TV la mencionó como uno de los mayores «placeres culpables» de la televisión.
En su cuarta temporada, la serie siguió recibiendo buenos comentarios; Diana Steenbergen de IGN aclamó la evolución del programa, que pasó de ser «medio bueno» a «increíble». Alabó también la inclusión de Misha Collins y su actuación como el ángel Castiel, añadiendo que los momentos junto a Dean fueron de los mejores de la temporada. June L de Monsters and Critics escribió una reseña favorable en la que felicitó a la serie por mantenerse constante al estar cargada de intriga y entretenimiento, además de mantener al espectador analizando cada detalle sobre lo que es bueno y lo que es malo. En su listado de las 30 mejores series del 2009, PopMatters posicionó a Supernatural en el número 28, siendo el único programa de The CW en figurar dentro del conteo. En su reseña, destacaron como punto fuerte el buen desarrollo de la historia y los personajes, así como las tramas secundarias, las constantes referencias a la cultura pop y la química entre Jared Padalecki y Jensen Ackles. El sitio TV.com también la incluyó en su lista de las mejores series del año, y la revista Rolling Stone la mencionó como una de las 50 mayores razones para ver televisión en un artículo de 2009.
En términos generales, la quinta temporada de la serie ha sido la más aclamada por la crítica. En la lista de los 20 mejores episodios de la historia de Supernatural (considerando las primeras once temporadas) realizada por Reel Run Down, la quinta temporada tuvo un total de seis episodios dentro, más que ninguna otra, además que cuatro de ellos estuvieron entre de los cinco mejores, con Swan Song liderando la lista; dicho capítulo también ubicó el primer puesto del conteo hecho por IGN, y fue seguido en el segundo lugar por Point of No Return, otro capítulo de la quinta temporada. El sitio Thrillist también realizó un listado agrupando los 241 primeros episodios de peor a mejor, donde cinco de la quinta temporada figuraron entre los 20 mejores, con Swan Song ubicando el primer lugar. Diana Steenbergen de IGN calificó la temporada con 9 estrellas de 10 y aclamó la perfecta ejecución de cada detalle de la serie y las actuaciones de Jared Padalecki y Jensen Ackles. Asimismo, Bruce Simmons de ScreenRant destacó que todos los episodios estuvieron bien logrados. Con todo, la quinta temporada hizo que Supernatural fuera incluida en las listas de las mejores series del 2010 hechas por The New York Times y PopMatters.
Por otra parte, AOL TV la nombró la cuarta mejor serie sobrenatural de la historia, mientras que la revista Complex la puso en la casilla 89 entre las 100 mejores series de la década de los 2000s, siendo el único programa de The CW en figurar junto a Gossip Girl. Asimismo, WatchMojo.com la colocó en el cuarto lugar entre las diez mejores series de fantasía, y segunda entre las mejores sobrenaturales. En 2014, Entertainment Weekly, la nombró la decimonovena mejor serie de culto de los últimos 25 años, escribiendo: «Supernatural comenzó con una premisa bastante sencilla —chicos guapos matando cosas tenebrosas—, pero no se mantuvo así por tanto tiempo. Literalmente los personajes han ido al infierno y regresado, y en el camino, han tejido una complicada e irresistible mitología llena de amigos (el ángel Castiel), enemigos recurrentes (el demonio Crowley) y algunas bromas internas (¡Wincest!). Además, Supernatural también ha hecho episodios para burlarse de algunas de las cosas más absurdas como su histérico grupo de seguidores. Estas autoreferencias se han visto recompensadas por una audiencia duradera que ha ayudado a construir una comunidad muy apasionada, y también algo tenebrosa». En el conteo de IMDb sobre las 250 mejores series de televisión de toda la historia, Supernatural ubica la casilla 213, siendo además la duodécima más puntuada, con más de 290 mil calificaciones de usuarios.

### Audiencia
| Temporada | Número de episodio (audiencia en millones) | Número de episodio (audiencia en millones) | Número de episodio (audiencia en millones) | Número de episodio (audiencia en millones) | Número de episodio (audiencia en millones) | Número de episodio (audiencia en millones) | Número de episodio (audiencia en millones) | Número de episodio (audiencia en millones) | Número de episodio (audiencia en millones) | Número de episodio (audiencia en millones) | Número de episodio (audiencia en millones) | Número de episodio (audiencia en millones) | Número de episodio (audiencia en millones) | Número de episodio (audiencia en millones) | Número de episodio (audiencia en millones) | Número de episodio (audiencia en millones) | Número de episodio (audiencia en millones) | Número de episodio (audiencia en millones) | Número de episodio (audiencia en millones) | Número de episodio (audiencia en millones) | Número de episodio (audiencia en millones) | Número de episodio (audiencia en millones) | Número de episodio (audiencia en millones) | Ref.    |
| Temporada | 1                                          | 2                                          | 3                                          | 4                                          | 5                                          | 6                                          | 7                                          | 8                                          | 9                                          | 10                                         | 11                                         | 12                                         | 13                                         | 14                                         | 15                                         | 16                                         | 17                                         | 18                                         | 19                                         | 20                                         | 21                                         | 22                                         | 23                                         | Ref.    |
| --------- | ------------------------------------------ | ------------------------------------------ | ------------------------------------------ | ------------------------------------------ | ------------------------------------------ | ------------------------------------------ | ------------------------------------------ | ------------------------------------------ | ------------------------------------------ | ------------------------------------------ | ------------------------------------------ | ------------------------------------------ | ------------------------------------------ | ------------------------------------------ | ------------------------------------------ | ------------------------------------------ | ------------------------------------------ | ------------------------------------------ | ------------------------------------------ | ------------------------------------------ | ------------------------------------------ | ------------------------------------------ | ------------------------------------------ | ------- |
| 1         | 5,69                                       | 5,01                                       | 5,01                                       | 5,40                                       | 5,50                                       | 5,00                                       | 5,08                                       | 4,47                                       | 4,21                                       | 5,38                                       | 4,23                                       | 3,86                                       | 5,82                                       | 4,27                                       | 3,96                                       | 4,22                                       | 3,76                                       | 3,67                                       | 3,62                                       | 3,99                                       | 3,26                                       | 3,99                                       | N/A                                        | [ 200 ] |
| 2         | 3,93                                       | 3,34                                       | 3,78                                       | 3,29                                       | 3,65                                       | 3,38                                       | 3,19                                       | 3,16                                       | 3,12                                       | 3,24                                       | 3,44                                       | 3,42                                       | 3,37                                       | 2,84                                       | 3,03                                       | 3,52                                       | 3,38                                       | 3,25                                       | 3,33                                       | 3,11                                       | 2,90                                       | 2,72                                       | N/A                                        | [ 200 ] |
| 3         | 2,97                                       | 3,16                                       | 3,03                                       | 3,02                                       | 3,24                                       | 3,01                                       | 2,88                                       | 3,02                                       | 2,95                                       | 2,68                                       | 2,97                                       | 3,23                                       | 2,22                                       | 2,63                                       | 2,55                                       | 3,00                                       | N/A                                        | N/A                                        | N/A                                        | N/A                                        | N/A                                        | N/A                                        | N/A                                        | [ 200 ] |
| 4         | 3,96                                       | 3,18                                       | 3,51                                       | 3,15                                       | 3,06                                       | 3,25                                       | 3,55                                       | 3,24                                       | 2,94                                       | 3,34                                       | 2,98                                       | 3,06                                       | 3,56                                       | 3,37                                       | 2,84                                       | 3,37                                       | 3,13                                       | 3,27                                       | 2,70                                       | 2,95                                       | 2,79                                       | 2,89                                       | N/A                                        | [ 200 ] |
| 5         | 3,40                                       | 2,80                                       | 2,66                                       | 2,62                                       | 2,47                                       | 2,59                                       | 2,90                                       | 2,65                                       | 2,69                                       | 2,51                                       | 2,79                                       | 2,65                                       | 2,28                                       | 2,51                                       | 2,95                                       | 2,40                                       | 2,78                                       | 2,45                                       | 2,82                                       | 2,38                                       | 2,53                                       | 2,84                                       | N/A                                        | [ 200 ] |
| 6         | 2,90                                       | 2,33                                       | 2,16                                       | 2,84                                       | 2,47                                       | 2,52                                       | 2,46                                       | 2,09                                       | 1,94                                       | 2,15                                       | 2,27                                       | 2,25                                       | 1,97                                       | 2,25                                       | 2,18                                       | 2,14                                       | 2,26                                       | 1,90                                       | 2,01                                       | 2,11                                       | 2,02                                       | 2,11                                       | N/A                                        | [ 200 ] |
| 7         | 2,01                                       | 1,80                                       | 1,72                                       | 1,69                                       | 1,92                                       | 1,74                                       | 1,84                                       | 1,85                                       | 1,55                                       | 1,89                                       | 1,82                                       | 1,55                                       | 1,72                                       | 1,88                                       | 1,74                                       | 1,73                                       | 1,63                                       | 1,78                                       | 1,57                                       | 1,61                                       | 1,66                                       | 1,58                                       | 1,66                                       | [ 200 ] |
| 8         | 1,85                                       | 2,51                                       | 2,13                                       | 1,86                                       | 1,78                                       | 2,32                                       | 2,32                                       | 2,00                                       | 2,06                                       | 1,99                                       | 2,01                                       | 2,12                                       | 2,29                                       | 2,41                                       | 2,10                                       | 2,13                                       | 2,16                                       | 2,23                                       | 1,90                                       | 2,38                                       | 2,07                                       | 2,07                                       | 2,31                                       | [ 200 ] |
| 9         | 2,59                                       | 2,33                                       | 2,34                                       | 2,19                                       | 2,15                                       | 2,36                                       | 2,01                                       | 2,39                                       | 2,42                                       | 2,21                                       | 2,65                                       | 2,76                                       | 2,46                                       | 2,12                                       | 1,92                                       | 1,86                                       | 2,25                                       | 1,60                                       | 2,10                                       | 2,03                                       | 1,59                                       | 1,74                                       | 2,30                                       | [ 201 ] |
| 10        | 2,50                                       | 2,13                                       | 2,08                                       | 1,93                                       | 2,17                                       | 2,54                                       | 2,30                                       | 2,33                                       | 2,62                                       | 2,42                                       | 2,06                                       | 2,21                                       | 1,98                                       | 2,09                                       | 1,73                                       | 1,70                                       | 1,70                                       | 1,76                                       | 1,63                                       | 1,74                                       | 1,45                                       | 1,75                                       | 1,73                                       | [ 202 ] |
| 11        | 1,94                                       | 1,85                                       | 1,59                                       | 2,04                                       | 1,64                                       | 1,70                                       | 1,66                                       | 2,00                                       | 1,90                                       | 1,83                                       | 1,88                                       | 1,87                                       | 1,83                                       | 1,98                                       | 1,85                                       | 1,69                                       | 1,45                                       | 1,75                                       | 1,67                                       | 1,54                                       | 1,75                                       | 1,59                                       | 1,84                                       | [ 203 ] |
| 12        | 2,15                                       | 1,61                                       | 1,68                                       | 1,81                                       | 1,70                                       | 1,80                                       | 1,80                                       | 1,73                                       | 1,72                                       | 1,73                                       | 1,73                                       | 1,81                                       | 1,62                                       | 1,63                                       | 1,49                                       | 1,71                                       | 1,57                                       | 1,58                                       | 1,38                                       | 1,51                                       | 1,42                                       | 1,75                                       | 1,65                                       | [ 204 ] |
| 13        | 2,10                                       | 1,90                                       | 1,93                                       | 1,82                                       | 1,71                                       | 1,89                                       | 1,24                                       | 1,73                                       | 1,74                                       | 1,85                                       | 1,93                                       | 1,68                                       | 1,81                                       | 1,61                                       | 1,66                                       | 2,03                                       | 1,41                                       | 1,53                                       | 1,38                                       | 1,51                                       | 1,39                                       | 1,30                                       | 1,63                                       | [ 205 ] |
| 14        | 1,49                                       | 1,53                                       | 1,38                                       | 1,45                                       | 1,42                                       | 1,47                                       | 1,49                                       | 1,53                                       | 1,43                                       | 1,43                                       | 1,43                                       | 1,39                                       | 1,64                                       | 1,27                                       | 1,50                                       | 1,45                                       | 1,24                                       | 1,47                                       | 1,28                                       | 1,30                                       | N/A                                        | N/A                                        | N/A                                        | [ 206 ] |
| 15        | 1,22                                       | 1,15                                       | 1,23                                       | 1,10                                       | 1,30                                       | 1,13                                       | 1,06                                       | 1,09                                       | 1,12                                       | 0,98                                       | 1,06                                       | 0,97                                       | 1,05                                       | 1,13                                       | 1,07                                       | 0,97                                       | 0,90                                       | 1,02                                       | 1,00                                       | 1,39                                       | N/A                                        | N/A                                        | N/A                                        | [ 207 ] |

Durante el estreno de su episodio piloto el 13 de septiembre de 2005, Supernatural atrajo 5,69 millones de televidentes en los Estados Unidos y mantuvo una audiencia de por encima de 5 millones en los seis episodios siguientes. Ello hizo que fuera renovada sin siquiera haber llegado a la mitad de la temporada. No obstante, la audiencia fue considerablemente menor en la segunda temporada, lo que hizo dudar a The CW sobre si renovarla o no. Su tercera temporada mejoró levemente, pero también tuvo una cuota de pantalla baja en comparación con otras series, aunque esto cambió con la cuarta temporada, la cual comenzó a ver la mejor audiencia promedio del programa desde su debut y consiguió superar su punto máximo en el conteo anual de Nielsen de las series más vistas, con la posición 161, cuatro por encima de la primera temporada. Posteriormente, con la quinta entrega, Supernatural volvió a superar su punto máximo, esta vez ocupando la posición 125, siendo la segunda serie de The CW más vista en el año tras The Vampire Diaries.
En la sexta temporada, su audiencia se mantuvo estable, pero a partir del noveno episodio, la serie comenzó a tener sus episodios menos vistos, con varios sin siquiera superar los dos millones. Esto se agravó con la séptima temporada, que no tuvo ningún capítulo que superara dicha cifra más que el estreno, hecho que provocó que Supernatural se desplomara al puesto 176 en el listado anual de Nielsen, siendo su peor posición en cuatro años. No obstante, con la llegada de la octava temporada, comenzó a atraer audiencia nuevamente y esto continuó en la novena. Más tarde, con la décima y undécima entrega, volvió a decaer levemente, aunque consiguió estabilizarse. Pese a su antigüedad, entre 2012 y 2020 se mantuvo como la serie más vista de The CW no perteneciente al Arrowverso.

### Premios
A lo largo de su emisión, Supernatural ha sido reconocida con numerosos premios y nominaciones. En los Constellation Awards, ha ganado dieciocho premios, incluido el galardón de mejor serie de televisión de ciencia ficción en cuatro ocasiones y tres veces el de mejor contribución al cine o televisión de ciencia ficción. Por su parte, Jared Padalecki ha ganado dos veces el galardón a la mejor actuación masculina en un episodio de ciencia ficción, mientras que Jensen Ackles y Misha Collins lo ganaron una vez cada uno. En los Leo Awards, la serie ha ganado dos premios gracias a sus efectos especiales, mientras que en los premios Emmy ha obtenido tres nominaciones por sus arreglos sónicos. En los People's Choice Awards, ha ganado cuatro veces como serie de ciencia ficción/fantasía favorita, además que Jensen Ackles y Misha Collins ganaron en una ocasión como actor de televisión de ciencia ficción/fantasía favorito. En los Saturn Awards, ha recibido seis nominaciones como mejor serie de televisión por satélite y dos como mejor serie de televisión para jóvenes. En los Teen Choice Awards, ha recibido dieciocho nominaciones, de las cuales ganó dos; una como mejor química en televisión gracias Jensen Ackles y Misha Collins, y una como mejor actor de televisión de ciencia ficción/fantasía por Jared Padalecki.

### Redifusión
| País                 | Canal                          | Ref.            |
| -------------------- | ------------------------------ | --------------- |
| Argentina            | Warner Channel                 | [ 226 ]         |
| Brasil               | Warner Channel / SBT / Max     | [ 227 ] [ 228 ] |
| Bolivia              | Warner Channel/Max             | [ 229 ]         |
| Canadá               | Dusk / M3                      | [ 230 ] [ 231 ] |
| Chile                | Warner Channel / Max           | [ 229 ]         |
| Colombia             | Warner Channel / Max           | [ 232 ]         |
| Costa Rica           | Warner Channel / Max           | [ 229 ]         |
| Ecuador              | Warner Channel / Max           | [ 229 ]         |
| El Salvador          | Warner Channel / TCS Canal 6   | [ 229 ] [ 233 ] |
| Estados Unidos       | TNT                            | [ 234 ]         |
| Guatemala            | Warner Channel / Max           | [ 229 ]         |
| Honduras             | Warner Channel / Max           | [ 229 ]         |
| México               | Warner Channel / Canal 5       | [ 235 ] [ 236 ] |
| Nicaragua            | Warner Channel                 | [ 229 ]         |
| Panamá               | Warner Channel                 | [ 229 ]         |
| Paraguay             | Warner Channel                 | [ 229 ]         |
| Perú                 | Warner Channel                 | [ 229 ]         |
| República Dominicana | Warner Channel / Tele Antillas | [ 229 ] [ 237 ] |
| Uruguay              | Warner Channel                 | [ 229 ]         |
| Venezuela            | Warner Channel                 | [ 229 ]         |

| País               | Canal                                              | Ref.                                    |
| ------------------ | -------------------------------------------------- | --------------------------------------- |
| Alemania           | ProSieben Maxx                                     | [ 238 ]                                 |
| Australia          | ELEVEN                                             | [ 239 ]                                 |
| China              | AXN                                                | [ 240 ]                                 |
| España             | AXN / Animax / TVE 2 / Energy / Cuatro / Telecinco | [ 241 ] [ 242 ] [ 243 ] [ 244 ] [ 245 ] |
| Francia            | M6 / 6ter / France 4                               | [ 246 ]                                 |
| Hong Kong          | AXN                                                | [ 240 ]                                 |
| India              | AXN                                                | [ 240 ]                                 |
| Israel             | AXN                                                | [ 240 ]                                 |
| Nueva Zelanda      | TV2                                                | [ 247 ]                                 |
| Reino Unido        | Sky Living / E4                                    | [ 248 ] [ 249 ]                         |
| República de China | AXN                                                | [ 240 ]                                 |

### Fandomy polémicas

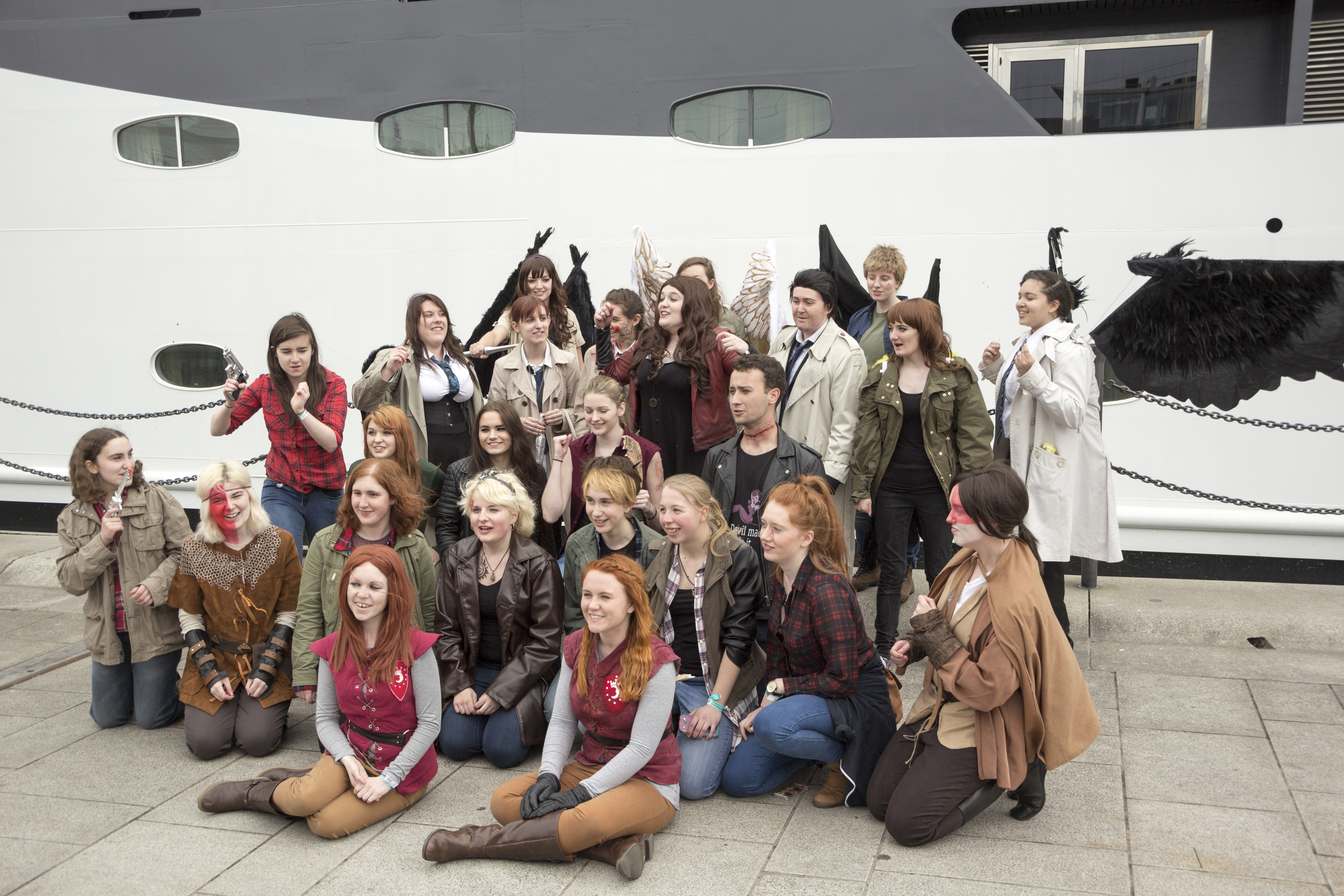
Seguidores de la serie en la Comic-Con 2015 de Londres realizando cosplays de personajes como Sam, Dean, Castiel, Meg y algunos gladiadores del episodio LARP and the Real Girl.

Con su larga trayectoria, Supernatural ha ido desarrollando un gran grupo de seguidores de culto. Estos son sumamente activos en las redes sociales y los foros, y varios han escrito fanfictions dedicados a ships, siendo los más populares Wincest (la relación entre Sam y Dean) y Destiel (la relación entre Dean y Castiel). Estas historias se han vuelta tan populares dentro de los seguidores que incluso los productores de la serie están al tanto de ellas y les han hecho referencia en episodios como Fan Fiction, en el cual se mencionan dichas relaciones y la percepción de los admiradores sobre las mismas. De acuerdo con The New York Times, el fandom de Supernatural creó el subgénero de fan fiction erótico conocido como «slash», el cual involucra relaciones entre personajes ficticios del mismo sexo. Además de ello, se han realizado varias convenciones de la serie, siendo la primera una que se llevó a cabo en Nashville (Tennessee), en octubre de 2006, que fue sucedida por otra en Londres (Reino Unido) en mayo de 2007. Desde entonces, se han hecho distintas convenciones a lo largo de Estados Unidos y otros países como Alemania que llegan a recibir incluso seguidores no nativos, siendo comunes los de Australia y China. En ocasiones los actores de la serie suelen asistir.
En septiembre de 2009, poco antes del estreno de la quinta temporada, en la cual Lucifer finalmente escapa de su prisión en el infierno, varios seguidores comenzaron a promocionar la serie a través de Twitter usando el hashtag #LuciferIsComing (#LuciferYaViene), y este rápidamente se volvió tendencia global. Sin embargo, varios usuarios de la red social que desconocían el tema se sintieron ofendidos por el mensaje, y en respuesta, comenzaron a utilizar el hashtag #GodIsHere (#DiosEstáAquí). Dada la gran cantidad de quejas que Twitter recibió por promover el satanismo, ambas etiquetas fueron bloqueadas. Para continuar la campaña, Misha Collins comenzó a usar la etiqueta #PDiddyIsScaredOfHisTV (#PDiddyEstáAsustadoDeSuTelevisor), en referencia al rapero P. Diddy, quien fue uno de los que se quejó por el primer hashtag. No obstante, una hora más tarde, Twitter también bloqueó esta etiqueta.
En celebración de la renovación de la serie para su decimocuarta temporada, el 28 de junio de 2018 fue declarado como el «día de Supernatural» en la ciudad de Austin (Texas) por su entonces alcalde Steve Adler, quien reconoció además a Jared Padalecki y Jensen Ackles como residentes honoríficos por sus labores humanitarias en la ciudad. Para conmemorar la culminación de la serie, la ciudad de Lawrence, en el estado de Kansas, fue declarada legalmente como el hogar de Sam y Dean Winchester por la alcaldesa Jennifer Ananda en un comunicado emitido el 18 de noviembre de 2020.